# Președintele Braziliei
Președintele Republicii Federative Brazilia (în portugheză Presidente da República Federativa do Brasil) sau pur și simplu Președintele Republicii, este șeful statului și șeful guvernului Braziliei. Președintele conduce ramura executivă a guvernului federal și este comandantul șef al Forțelor Armate braziliene. Este cea mai puternică persoană din Brazilia.
Sistemul prezidențial a fost instituit în 1889, la proclamarea republicii printr-o lovitură de stat militară împotriva împăratului Pedro al II-lea. De atunci, Brazilia a avut șase constituții, trei dictaturi și trei perioade democratice. În perioadele democratice, votul a fost întotdeauna obligatoriu. 
Jair Bolsonaro este al 38-lea și actualul președinte. El a depus jurământul la 1 ianuarie 2019, după alegerile prezidențiale din 2018.
Luiz Inácio Lula da Silva a fost ales președinte în urma alegerilor generale din Brazilia din 2022 și este de așteptat să preia mandatul la 1 ianuarie 2023.

## Funcționari

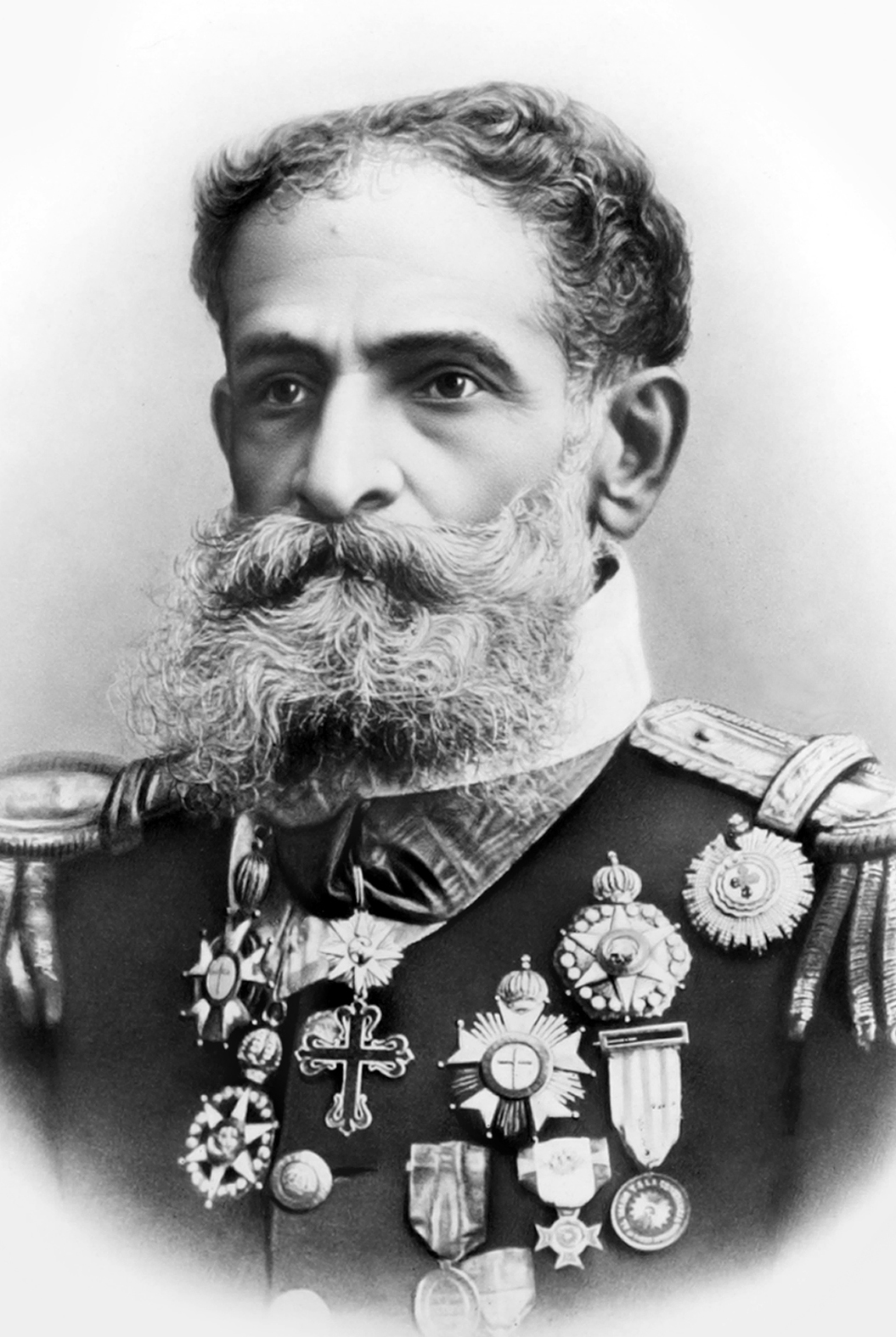
1 Deodoro da Fonseca 1891
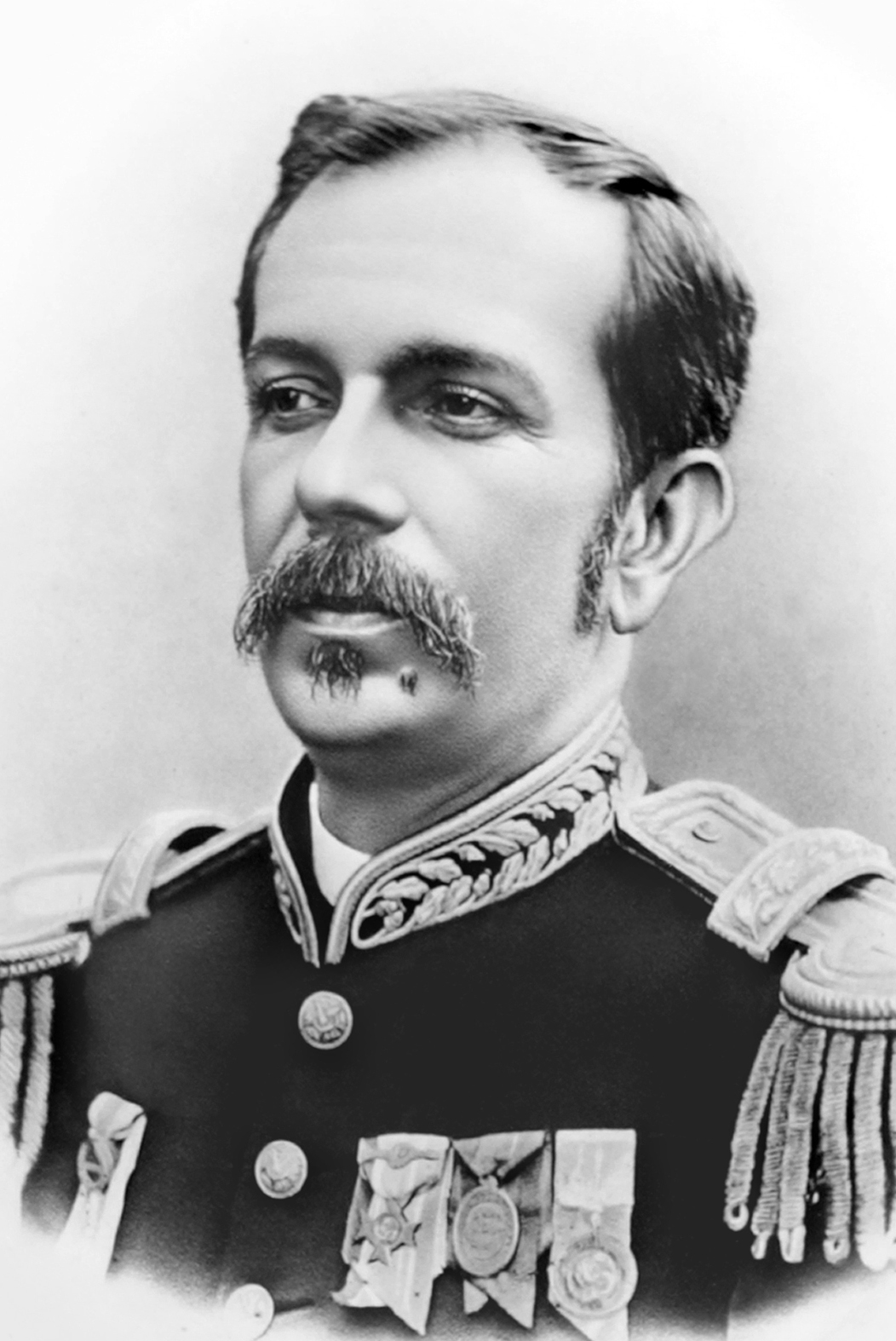
2 Floriano Peixoto⁠(d) 1891–1894
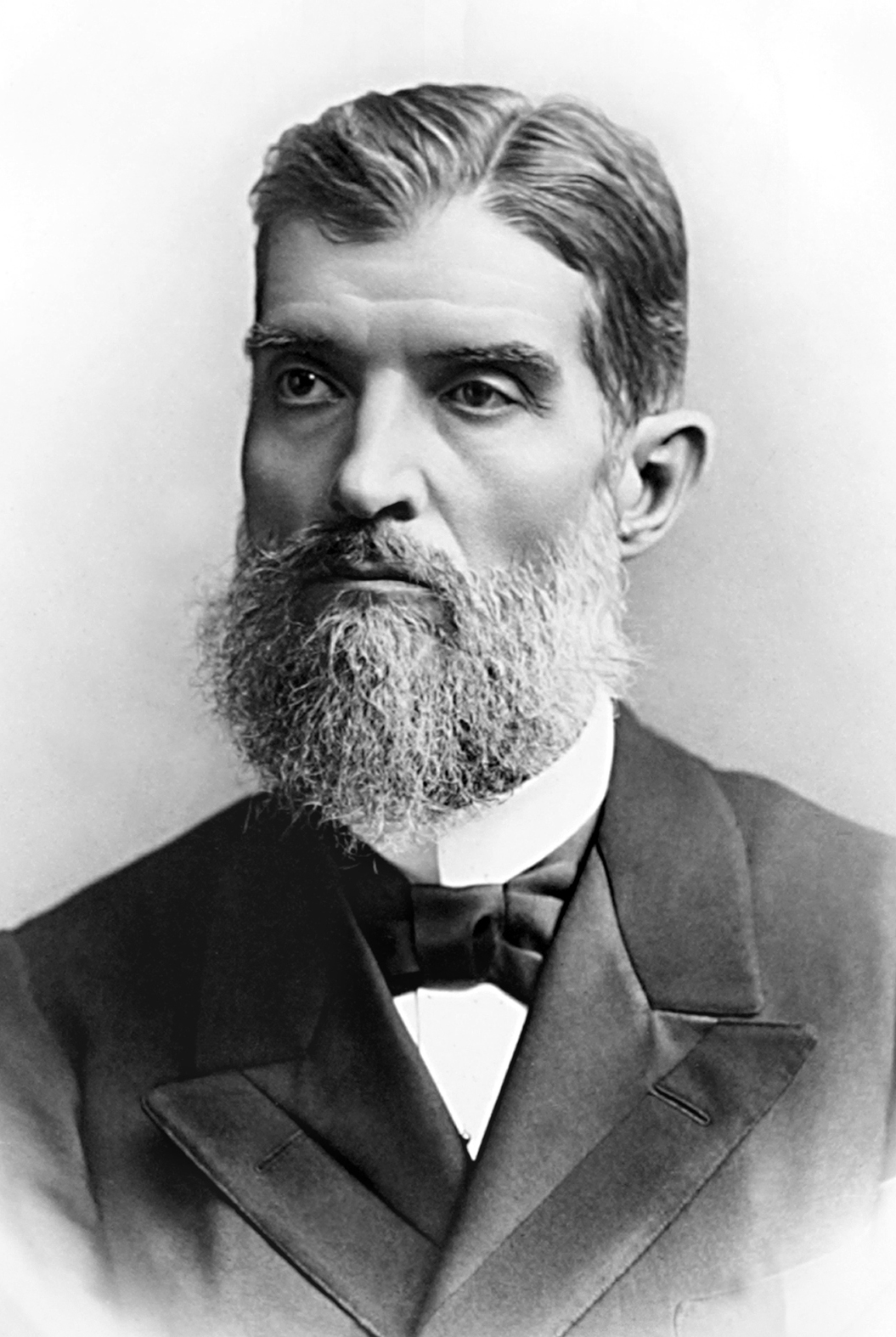
3 Prudente de Morais 1894–1898
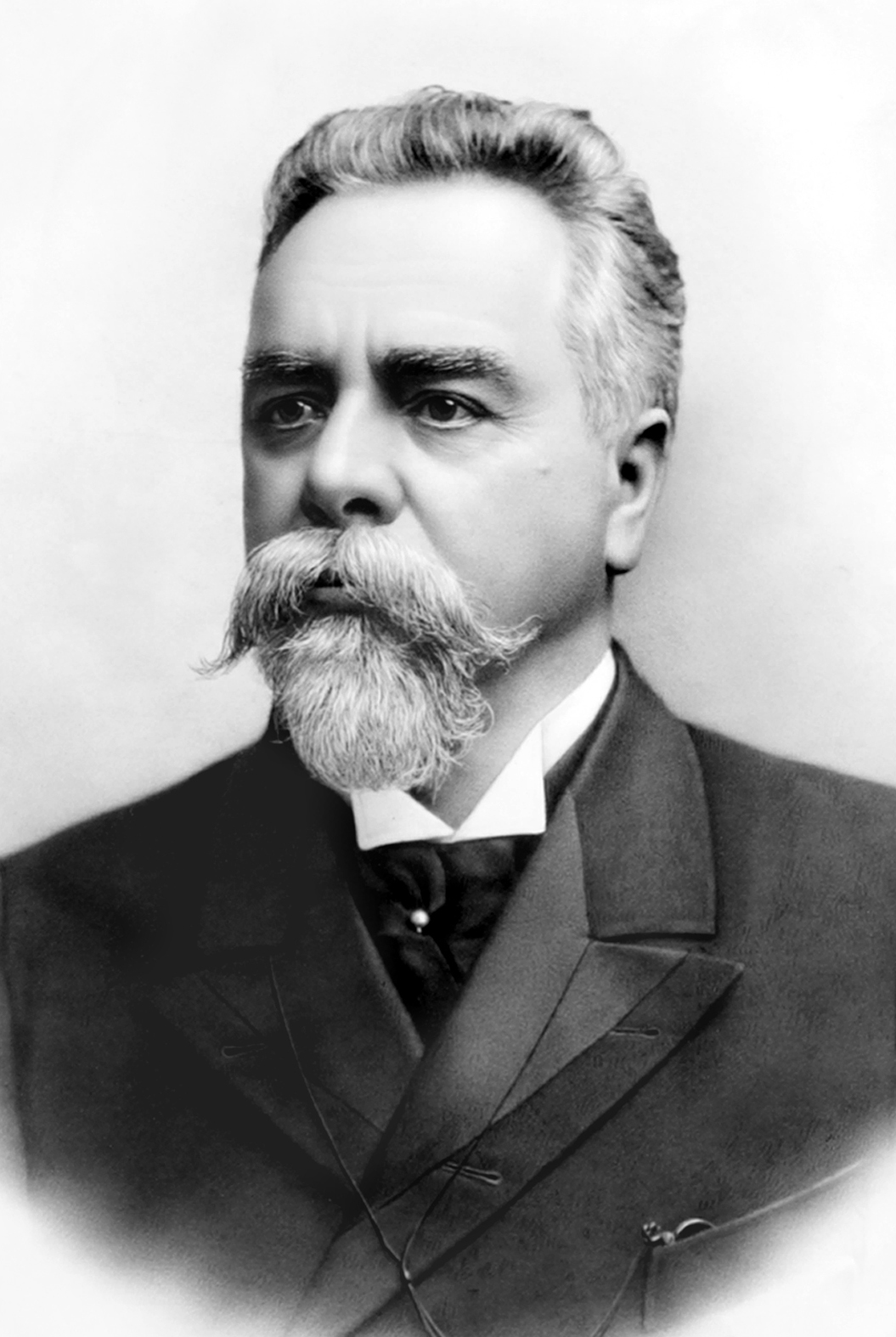
4 Campos Sales 1898–1902
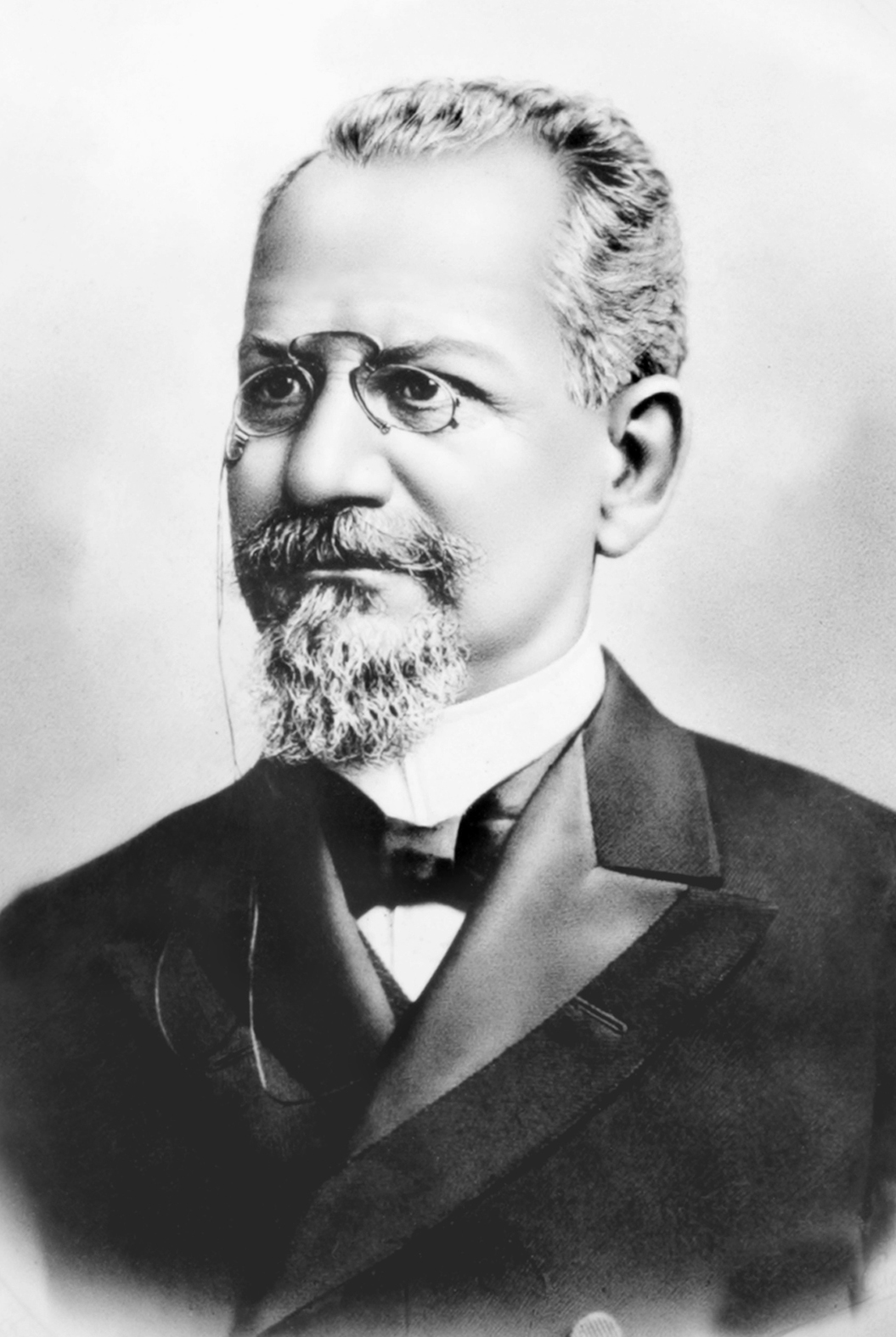
5 Rodrigues Alves 1902–1906
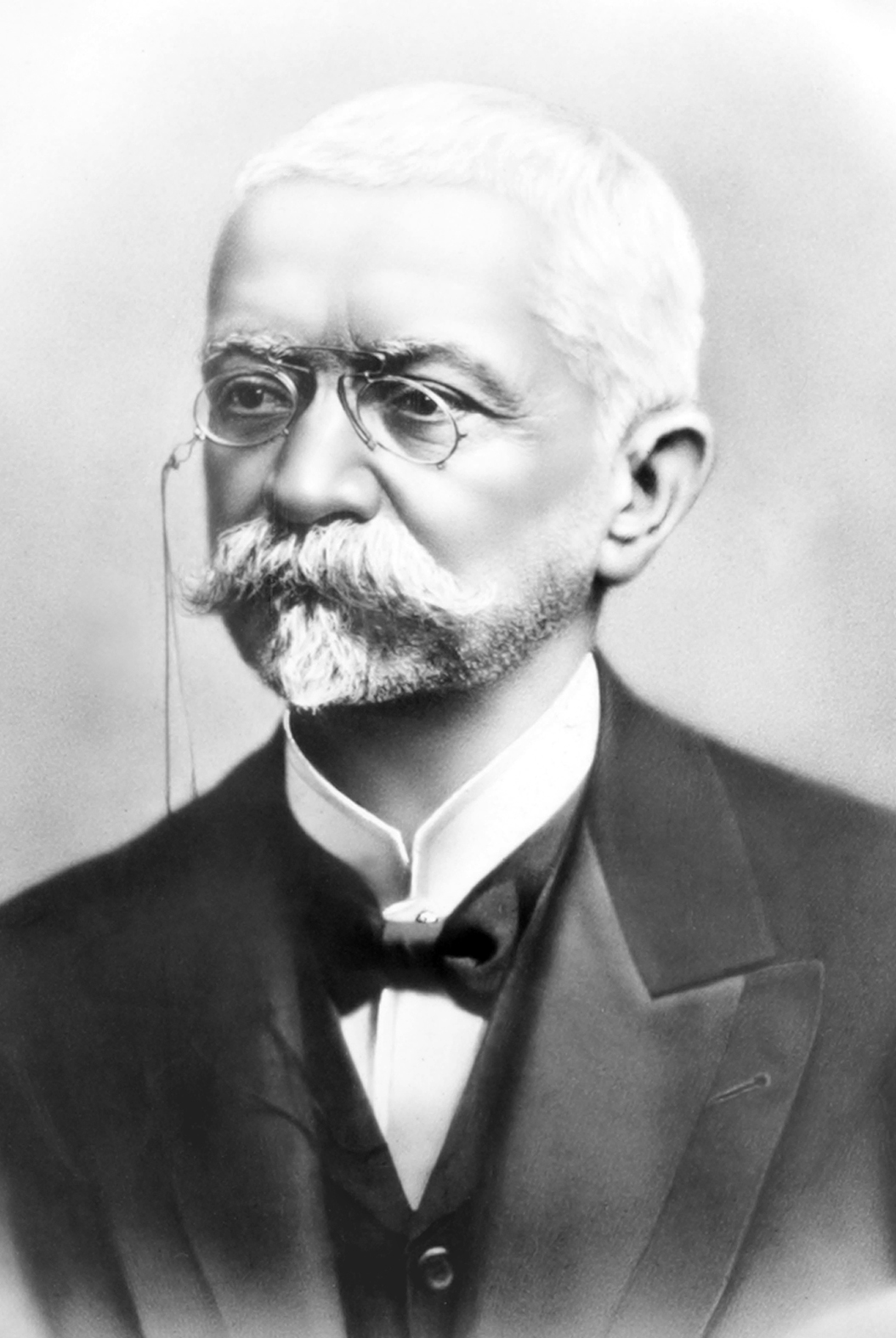
6 Afonso Pena⁠(d) 1906–1909
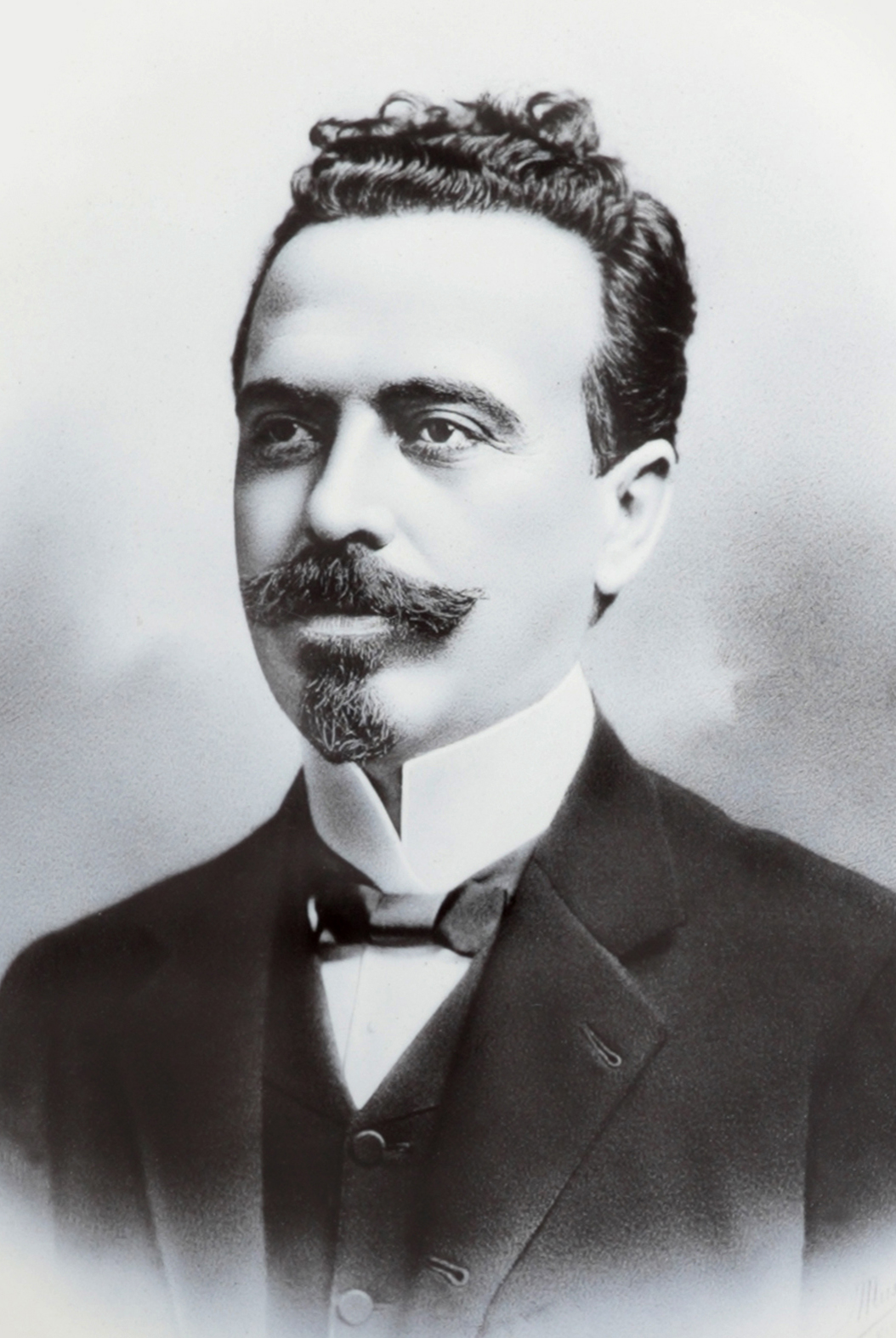
7 Nilo Peçanha⁠(d) 1909–1910
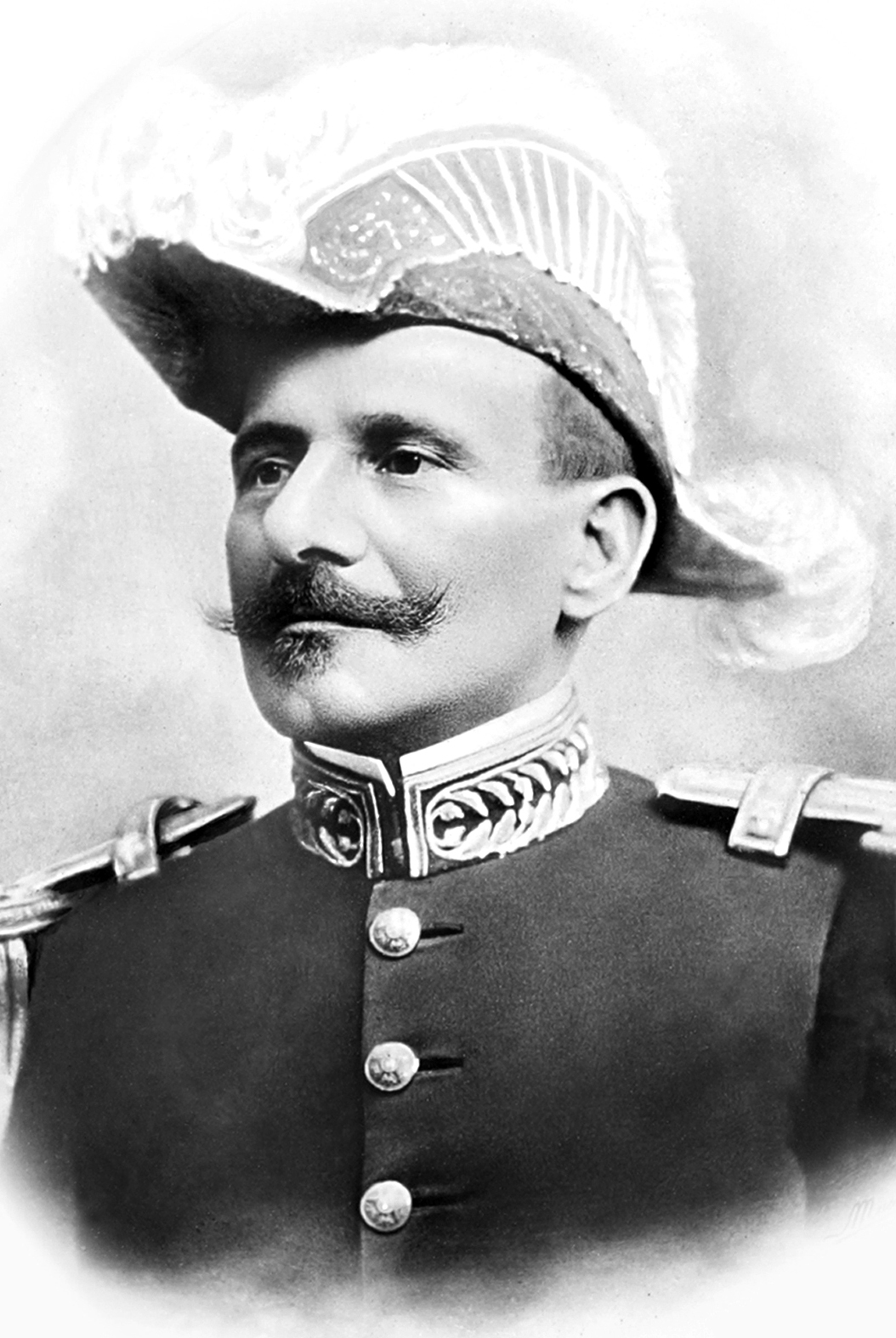
8 Hermes da Fonseca⁠(d) 1910–1914
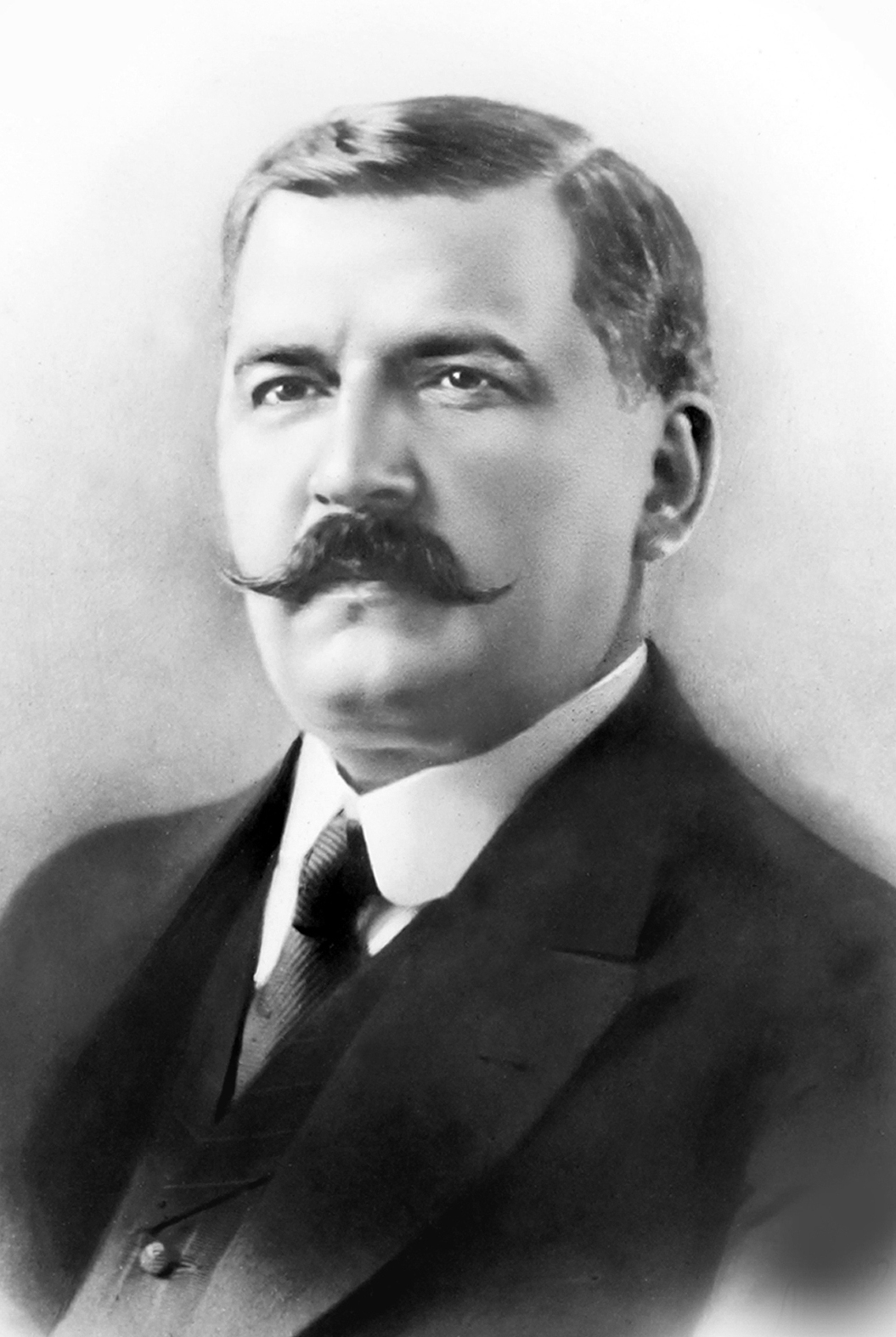
9 Venceslau Brás⁠(d) 1914–1918
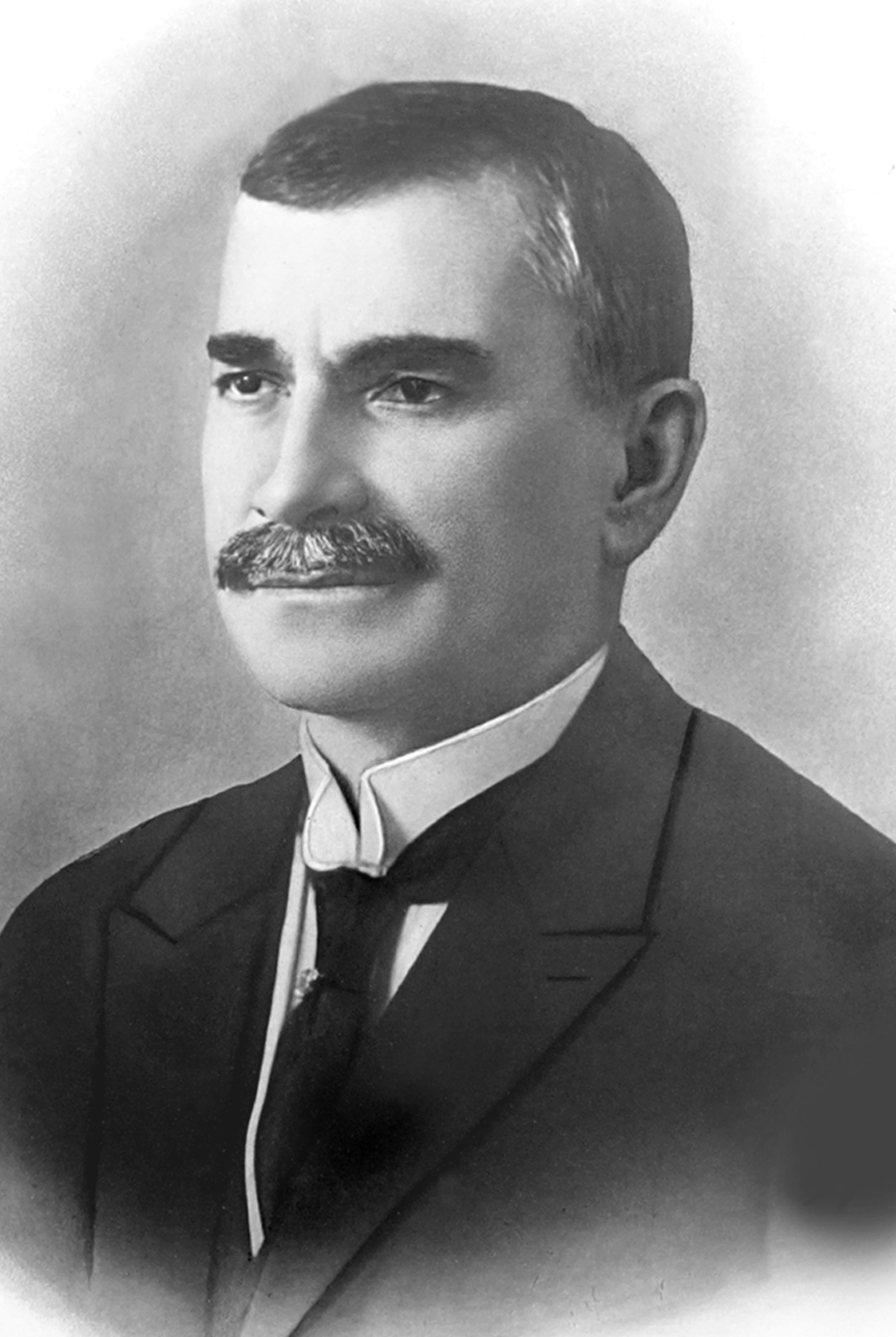
10 Delfim Moreira 1919
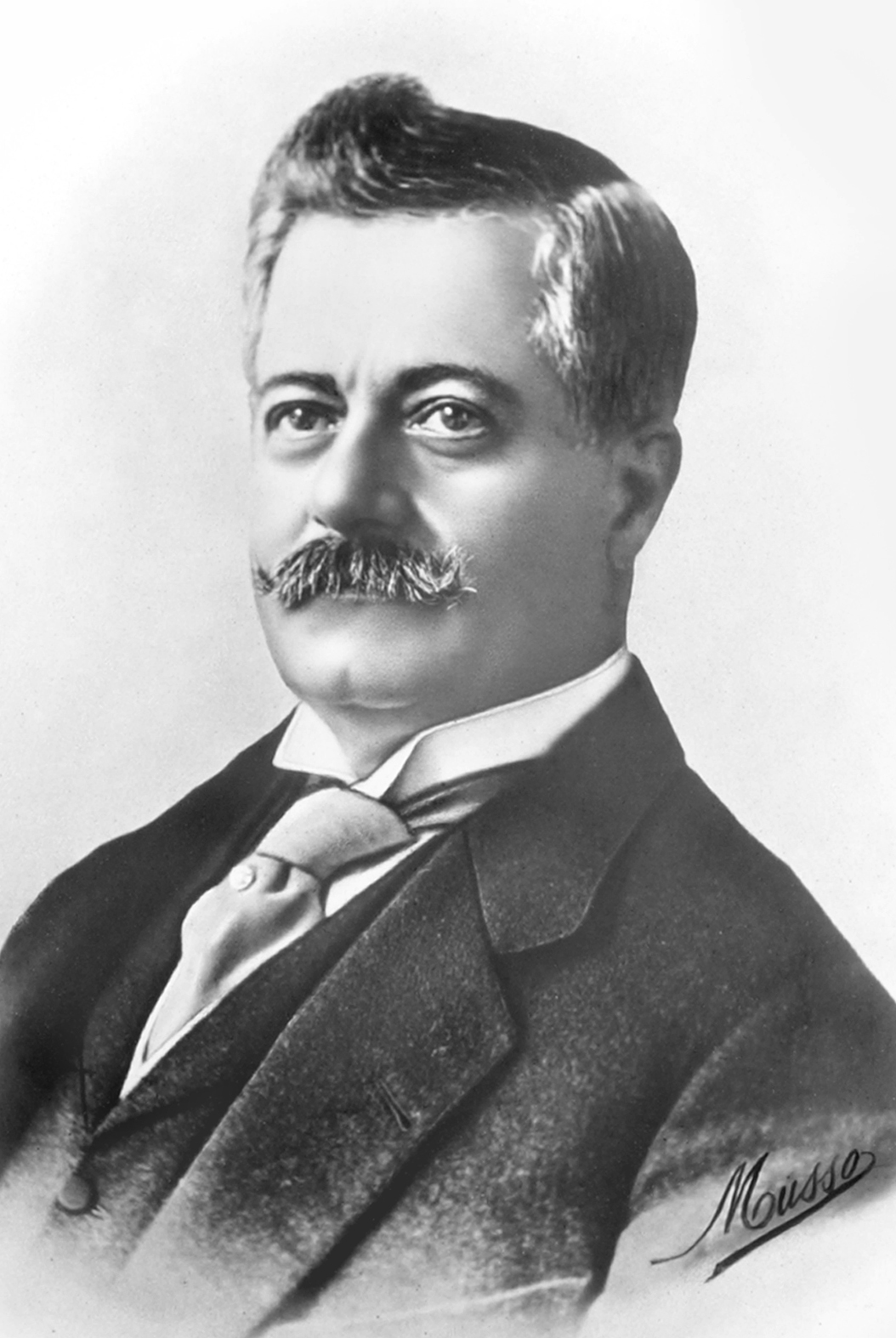
11 Epitácio Pessoa⁠(d) 1919–1922
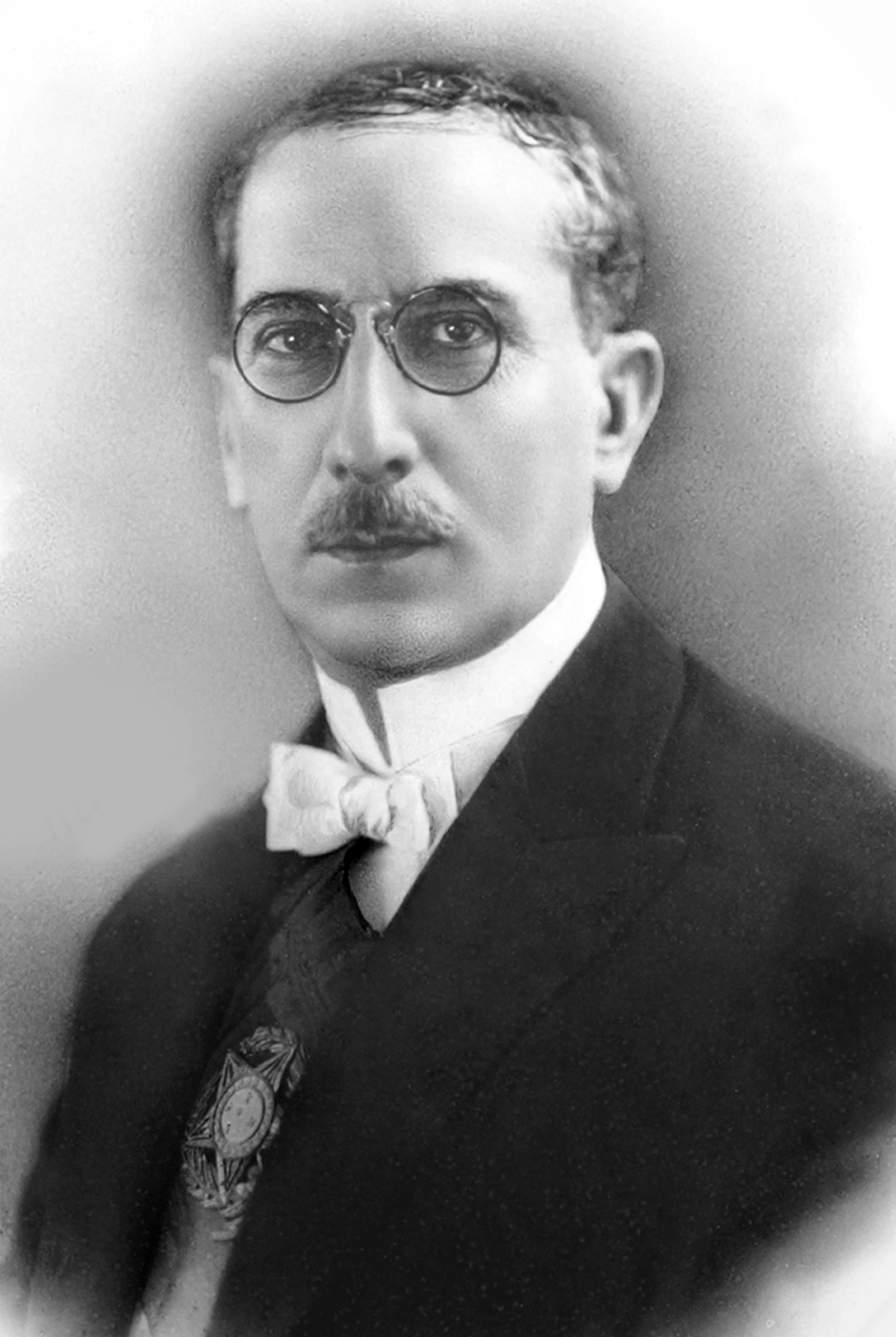
12 Arthur Bernardes⁠(d) 1922–1926
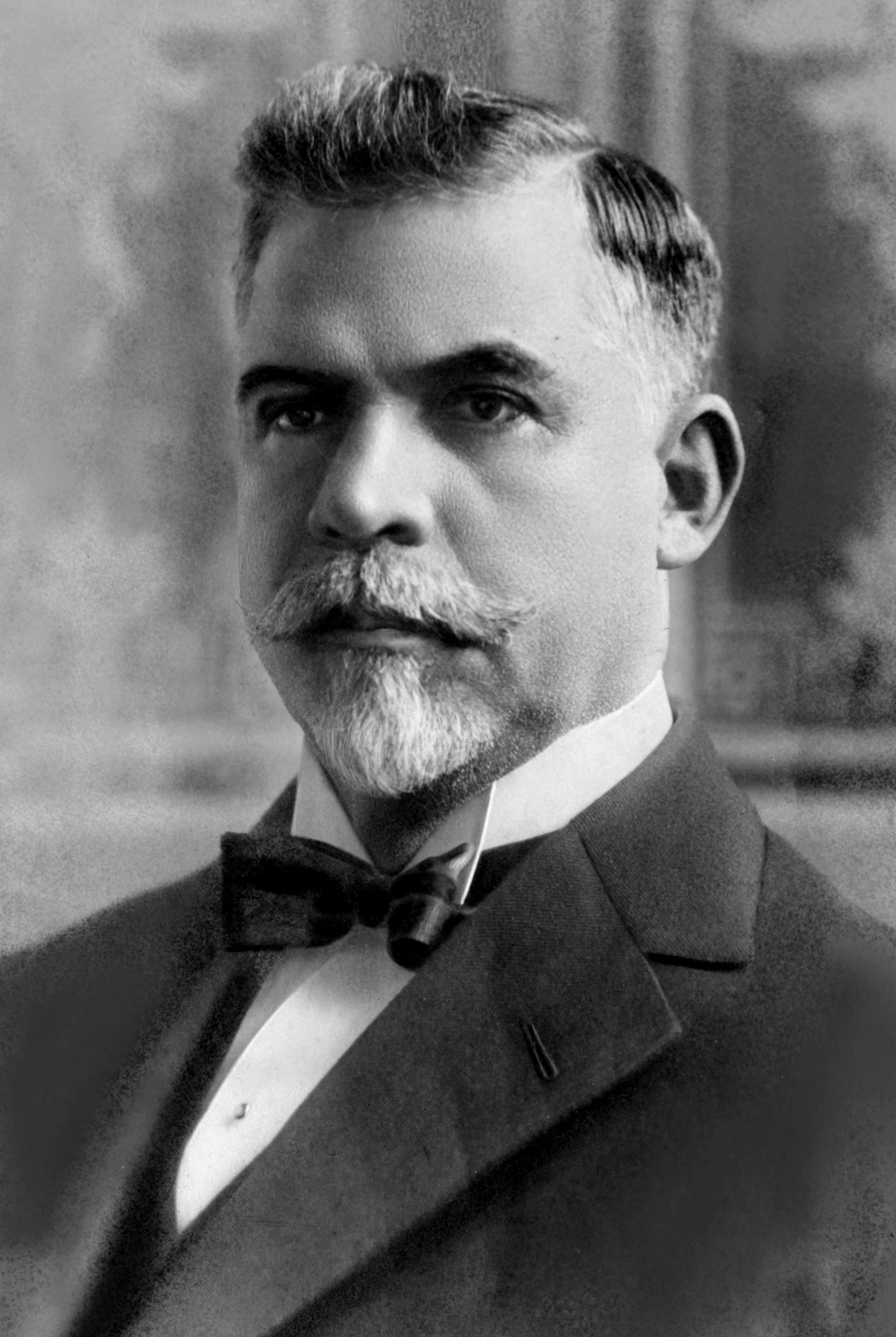
13 Washington Luís 1926–1930
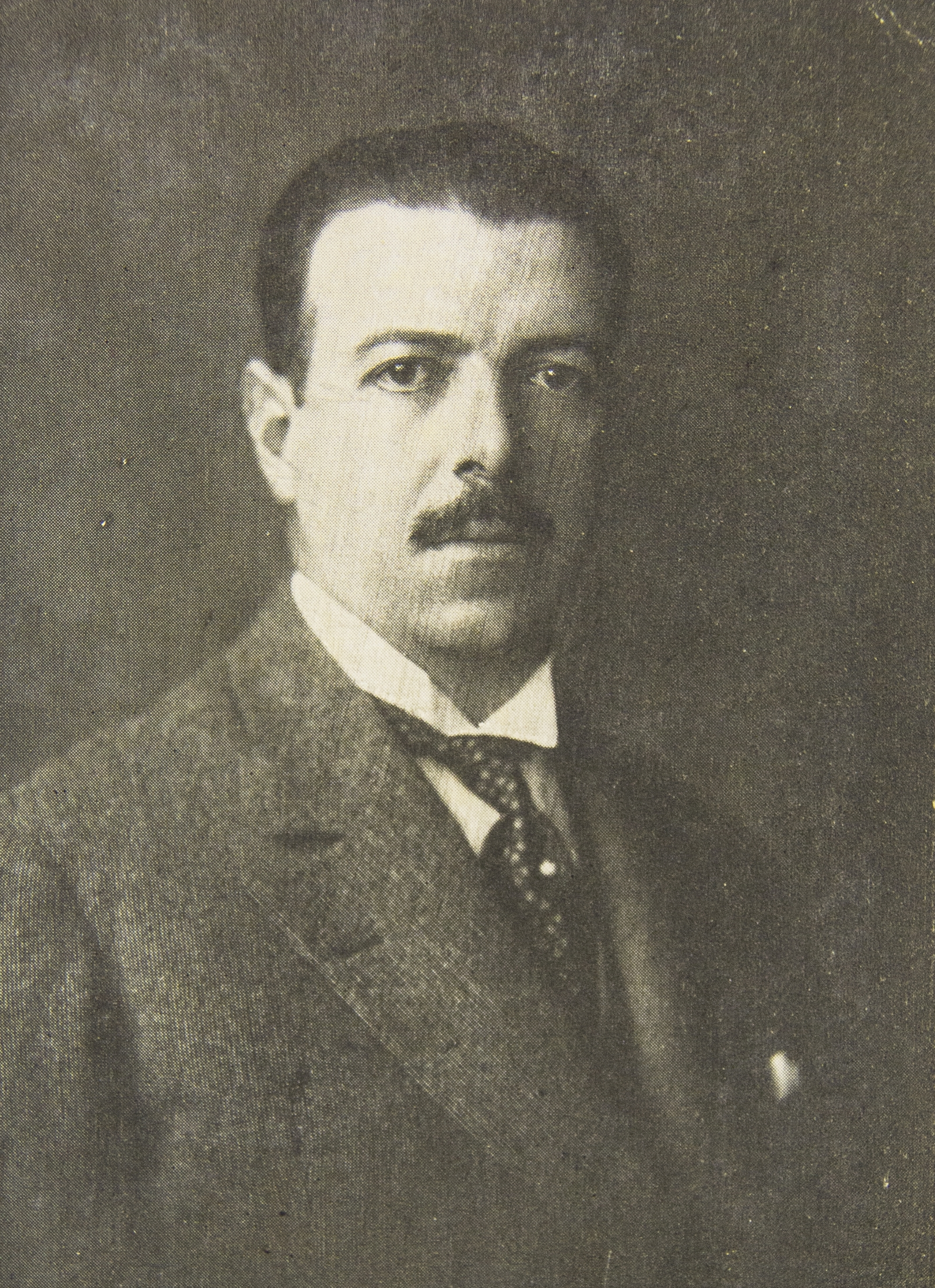
– Júlio Prestes⁠(d) Never took office
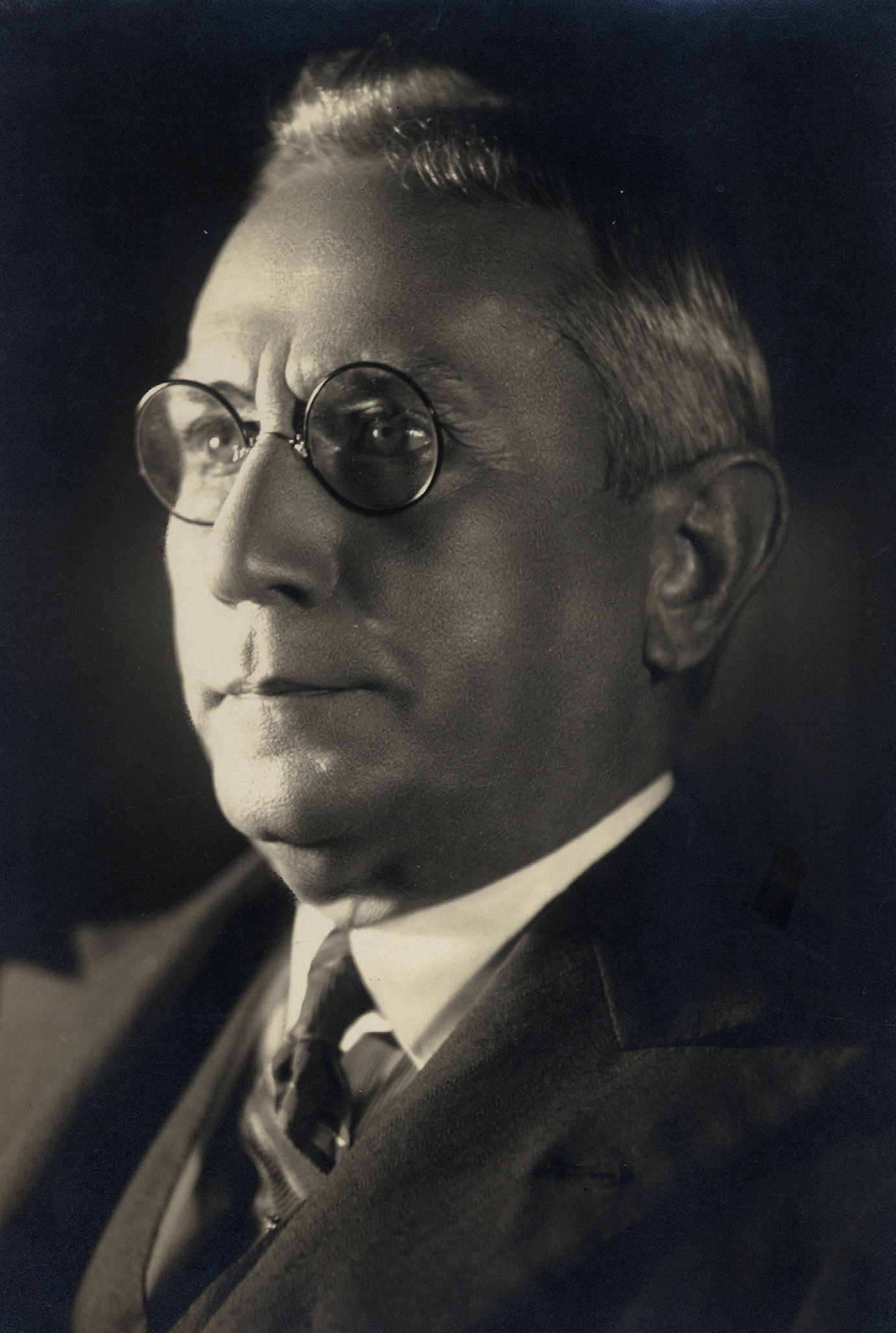
– Isaías de Noronha⁠(d) 1930
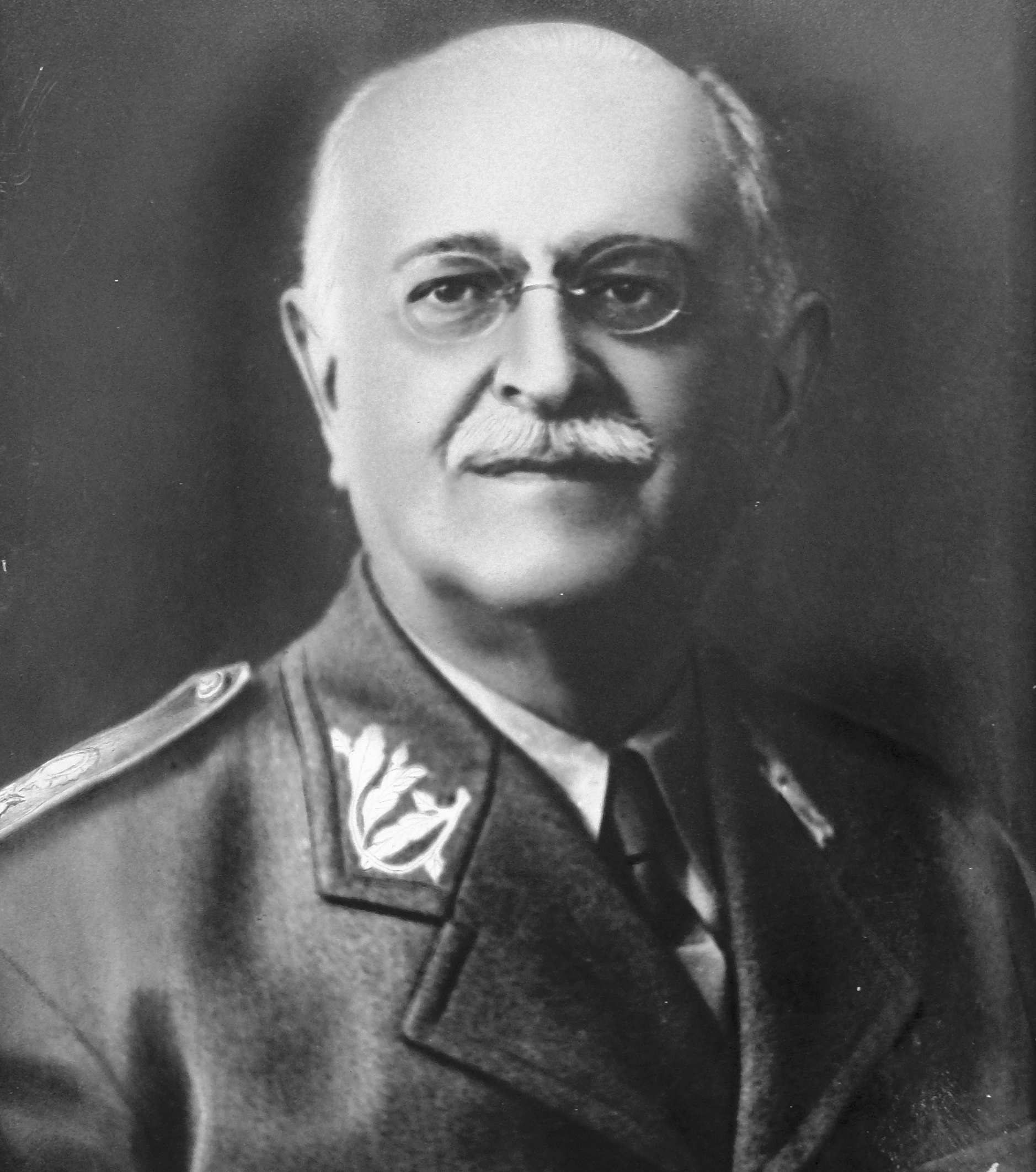
– Tasso Fragoso⁠(d) 1930
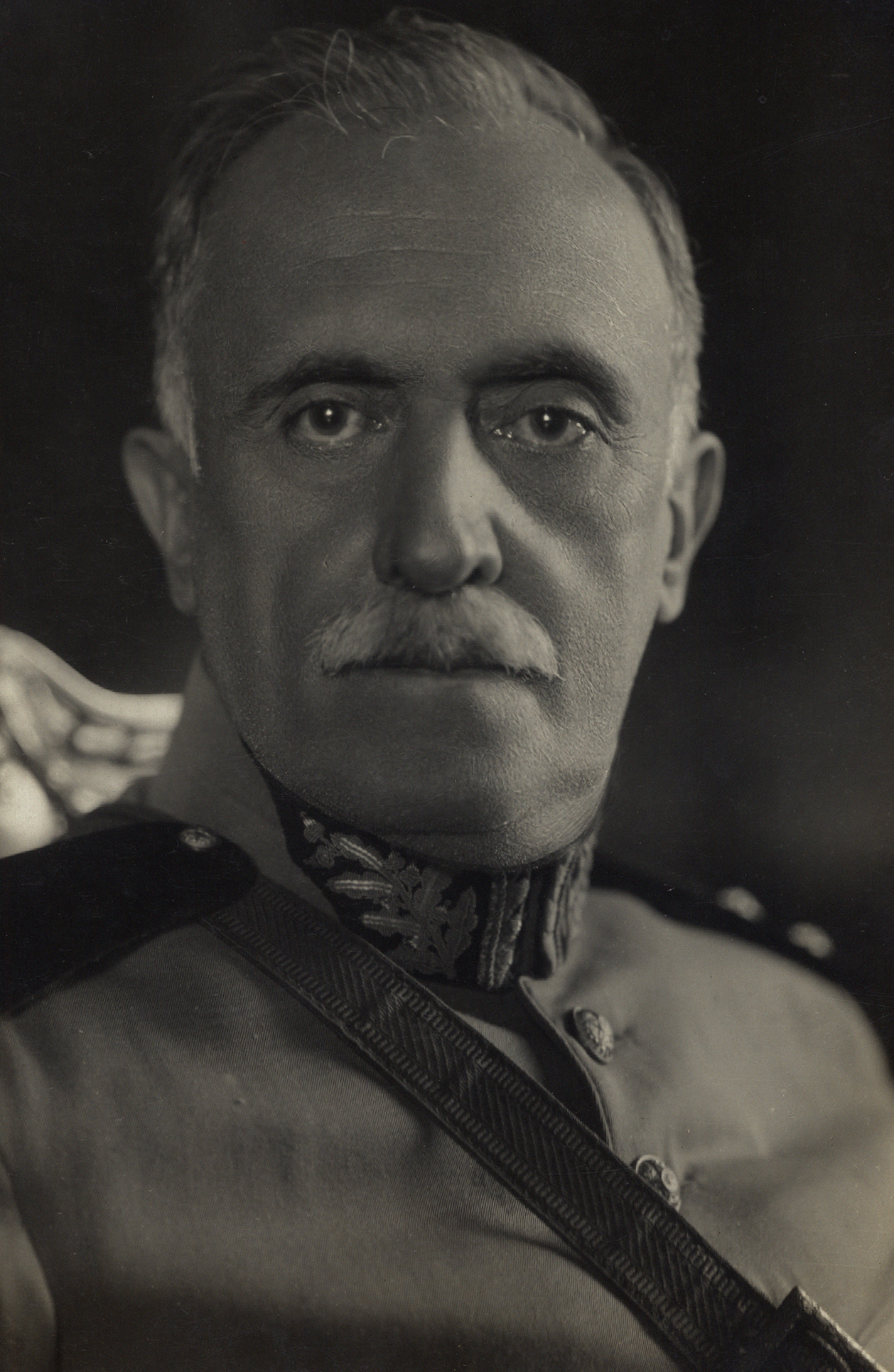
– Mena Barreto⁠(d) 1930
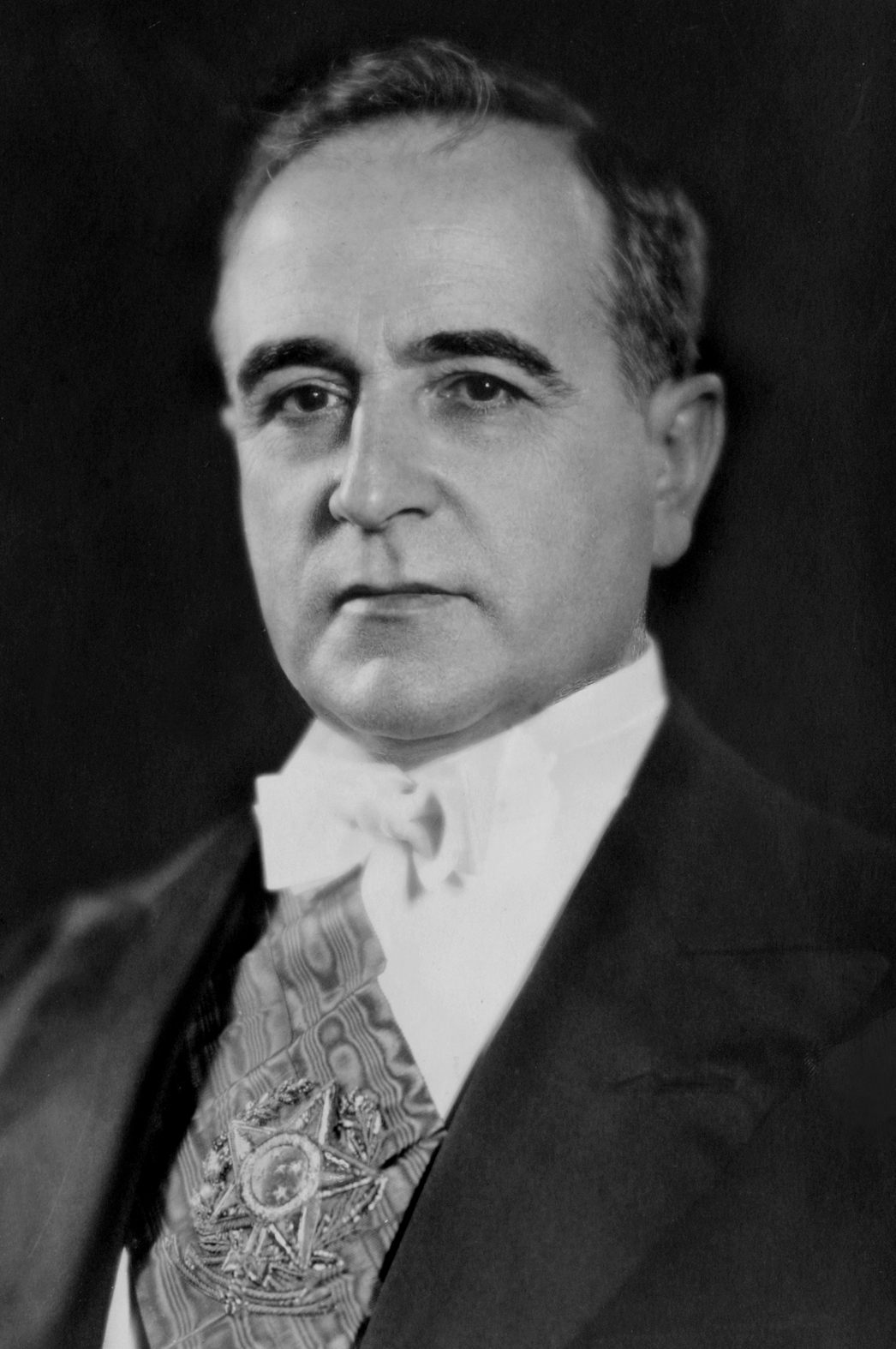
14 Getúlio Vargas 1930–1945
15 José Linhares⁠(d) 1945–1946
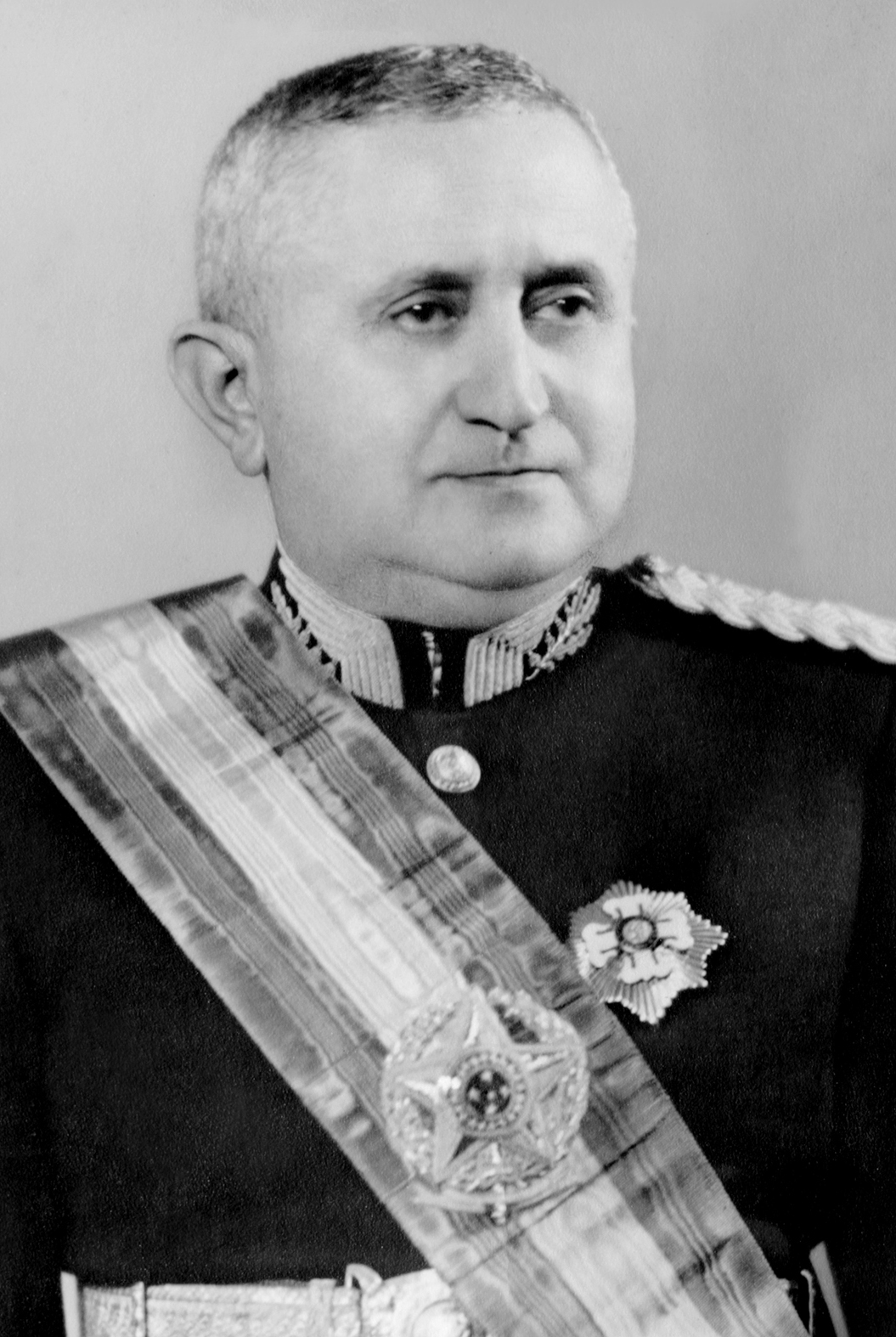
16 Eurico Gaspar Dutra⁠(d) 1946–1951
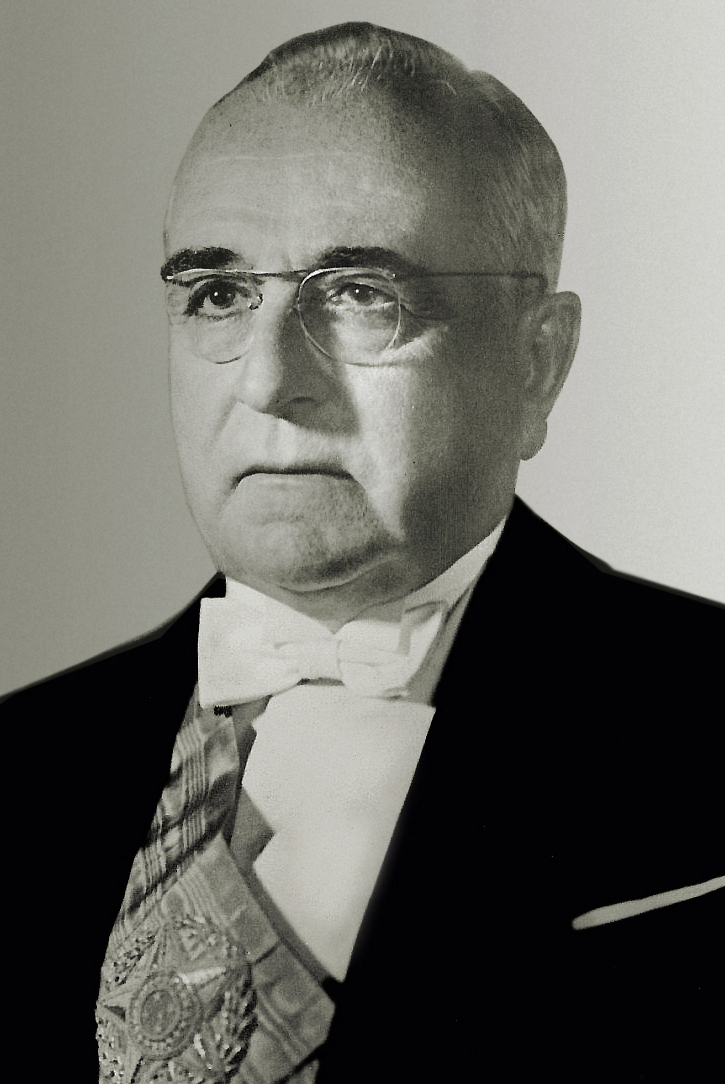
17 Getúlio Vargas 1951–1954
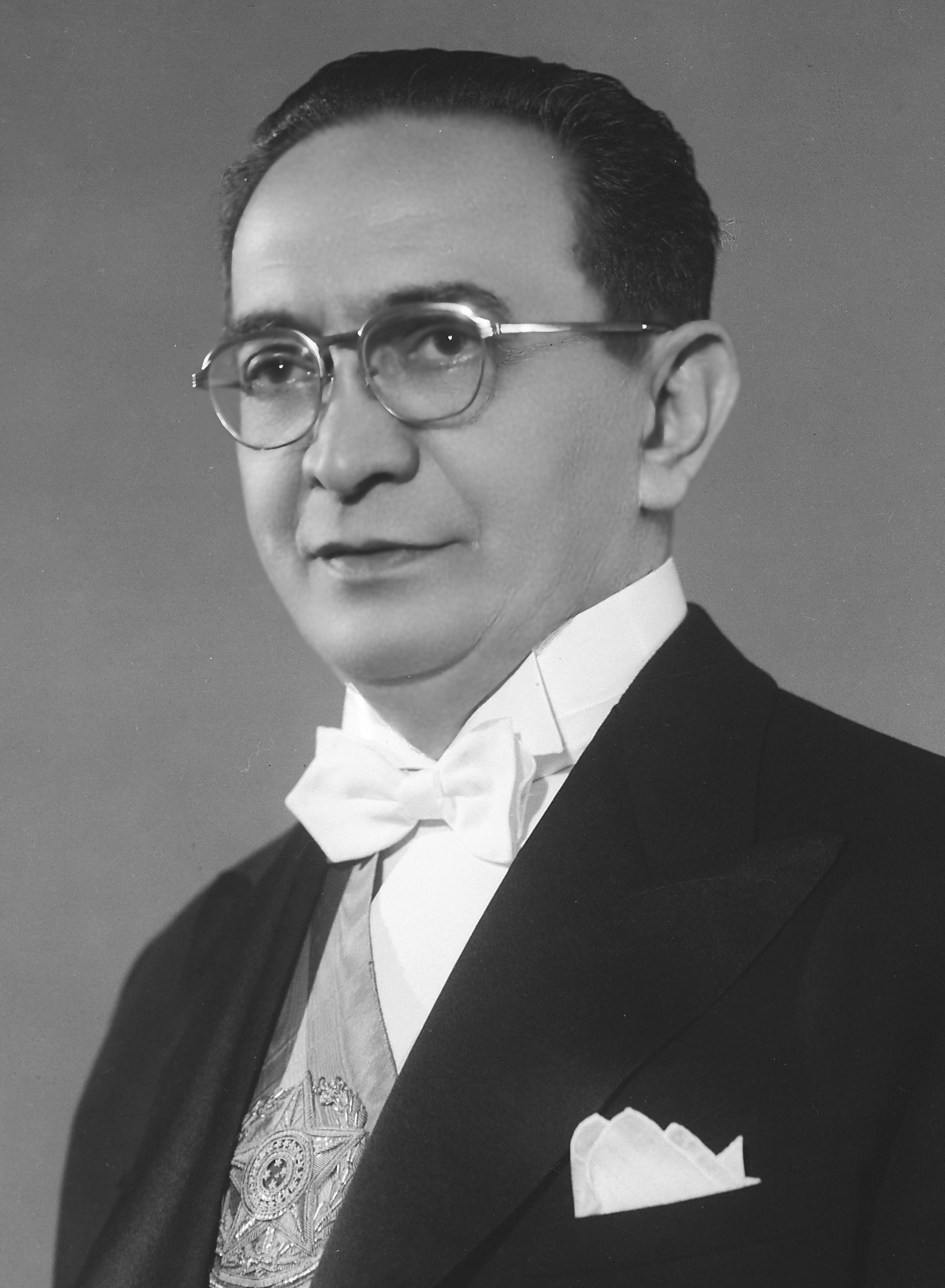
18 Café Filho⁠(d) 1954–1955
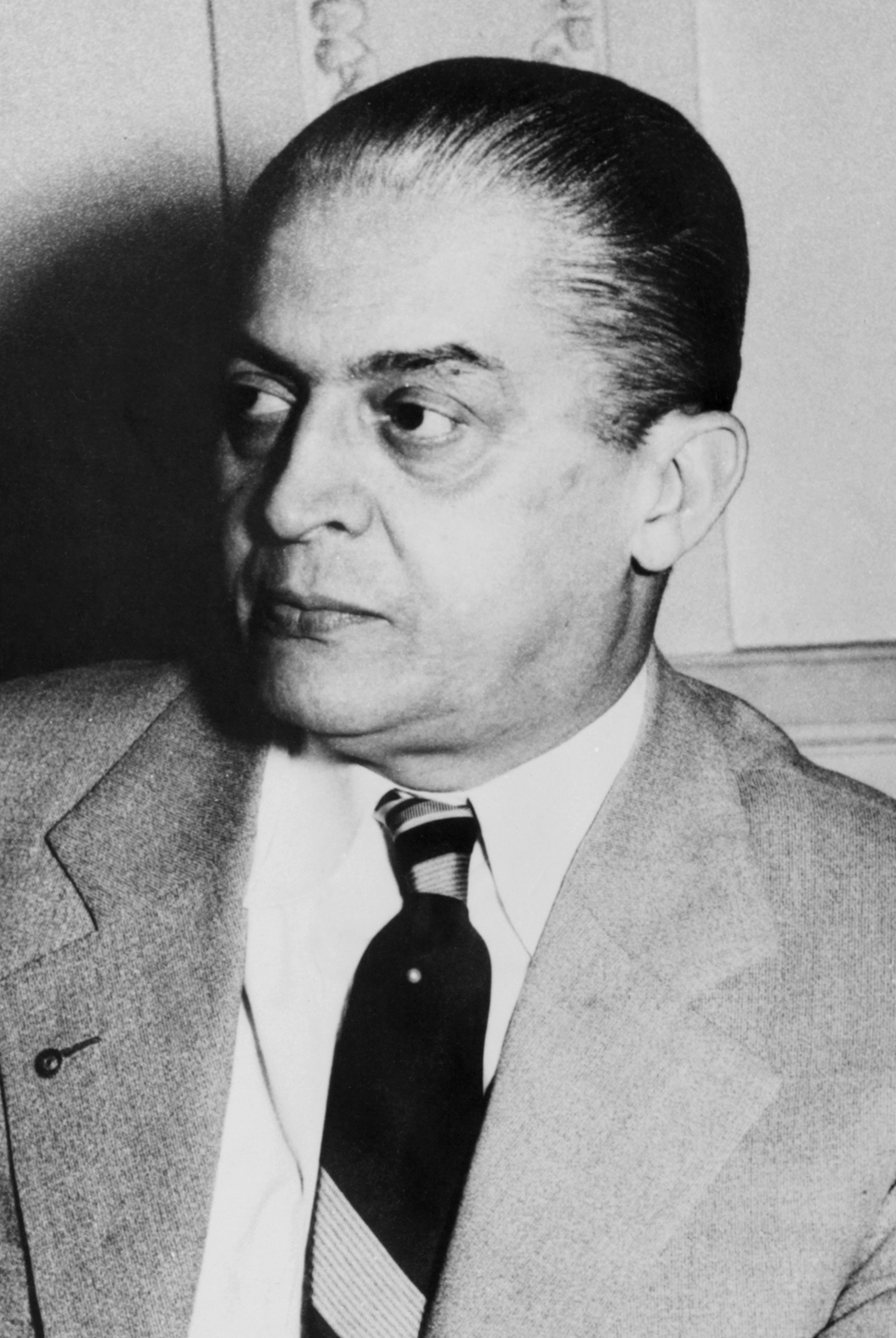
19 Carlos Luz⁠(d) 1955
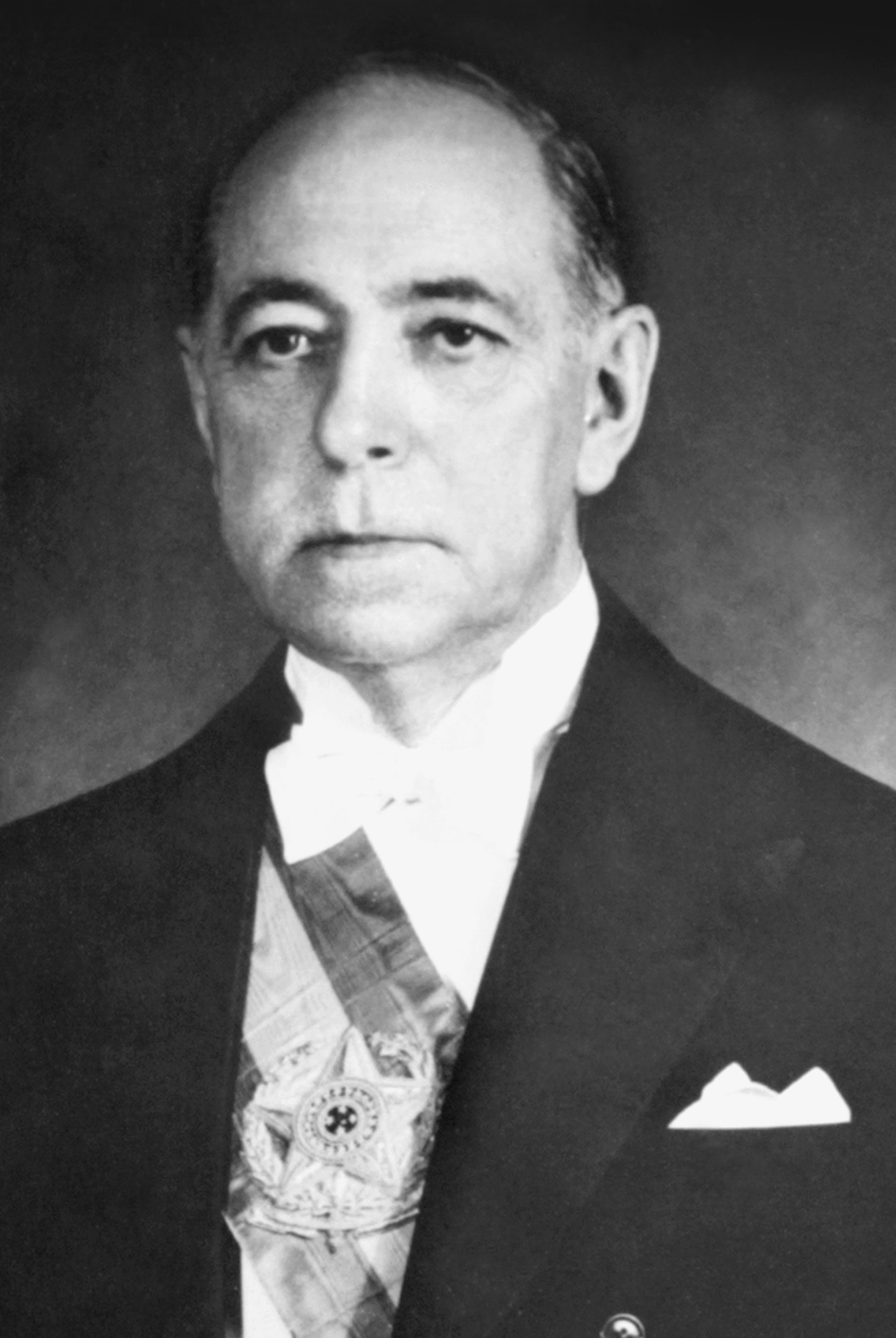
20 Nereu Ramos⁠(d) 1955–1956
21 Juscelino Kubitschek 1956–1961
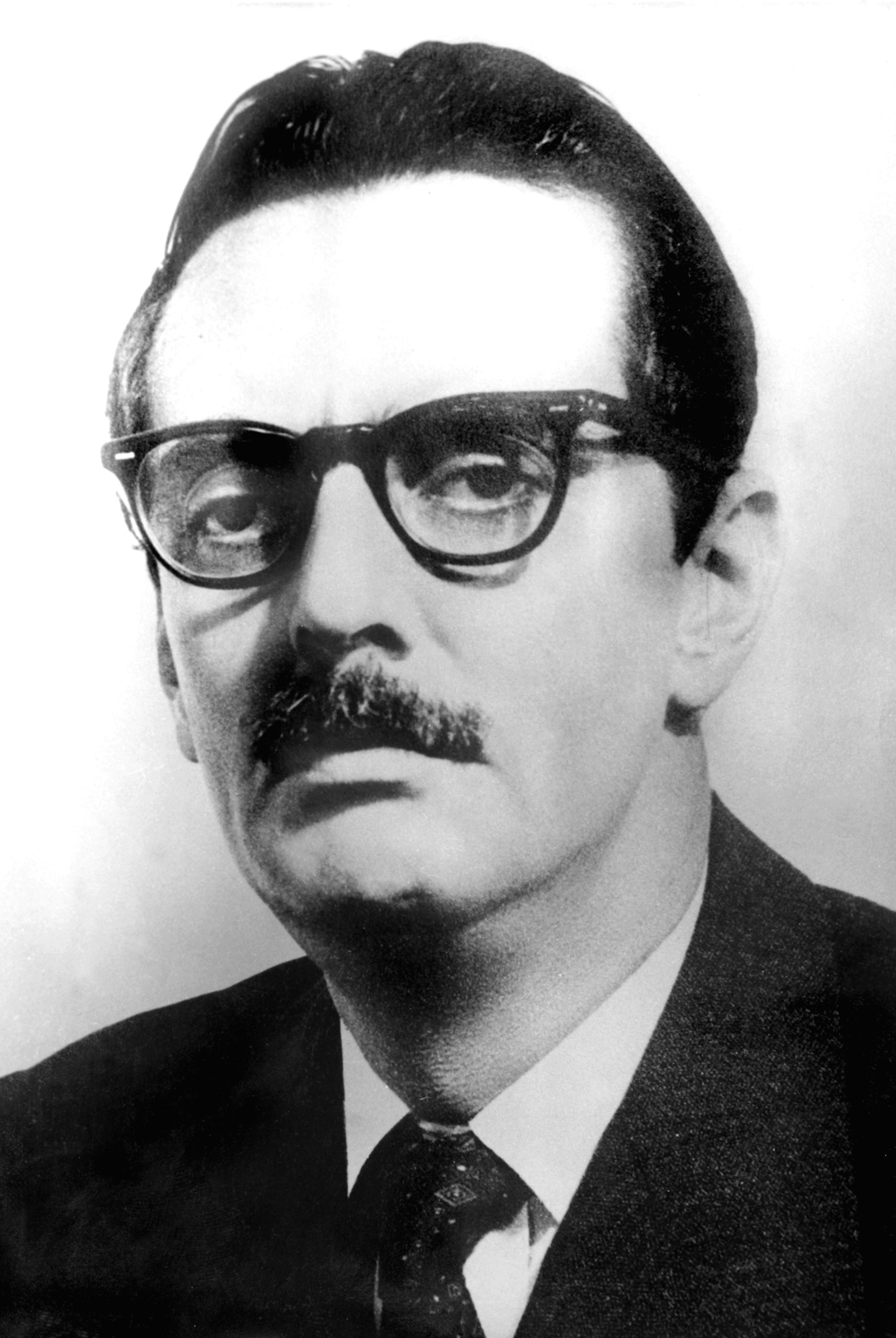
22 Jânio Quadros⁠(d) 1961
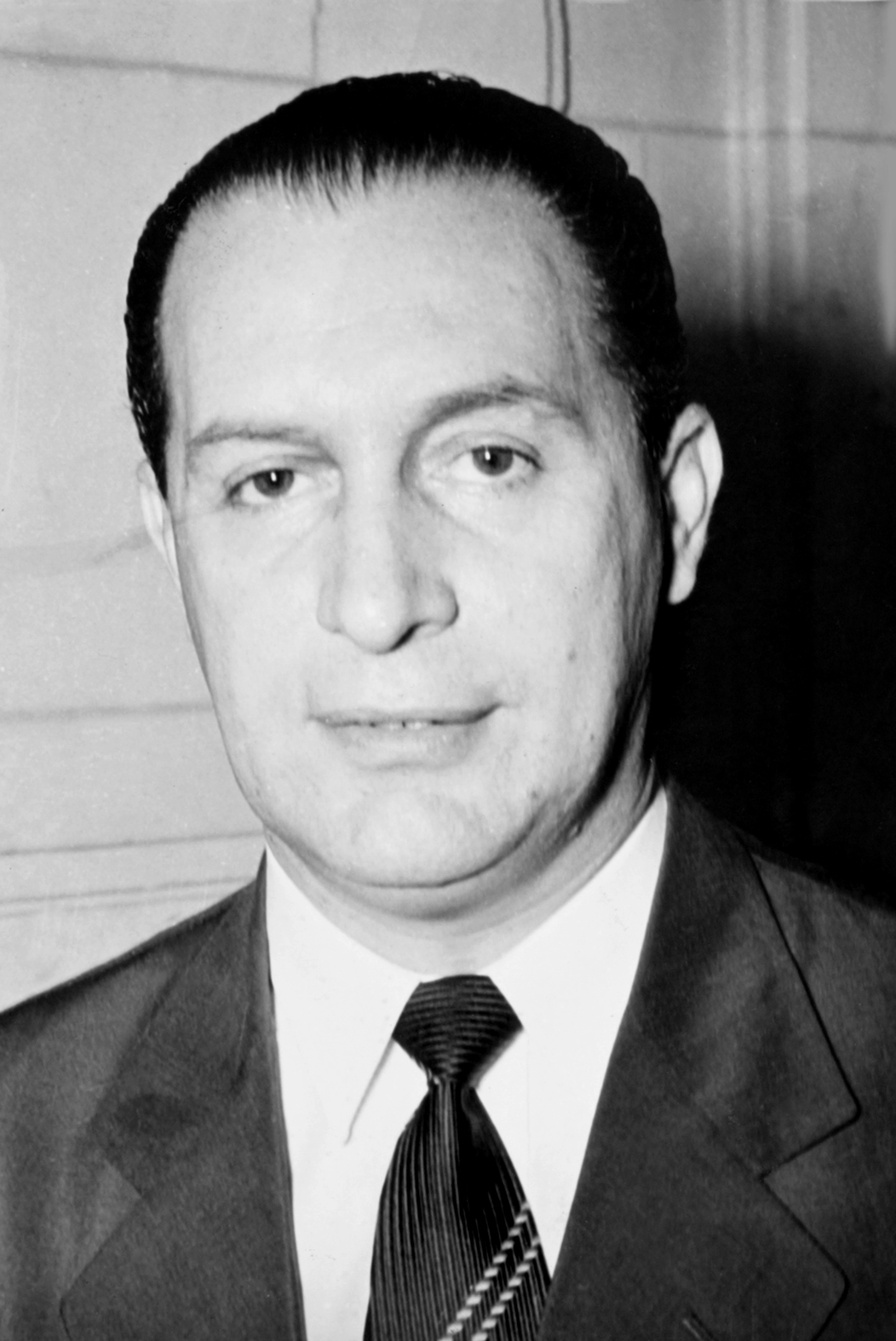
23 Ranieri Mazzilli⁠(d) 1961
24 João Goulart⁠(d) 1961–1964
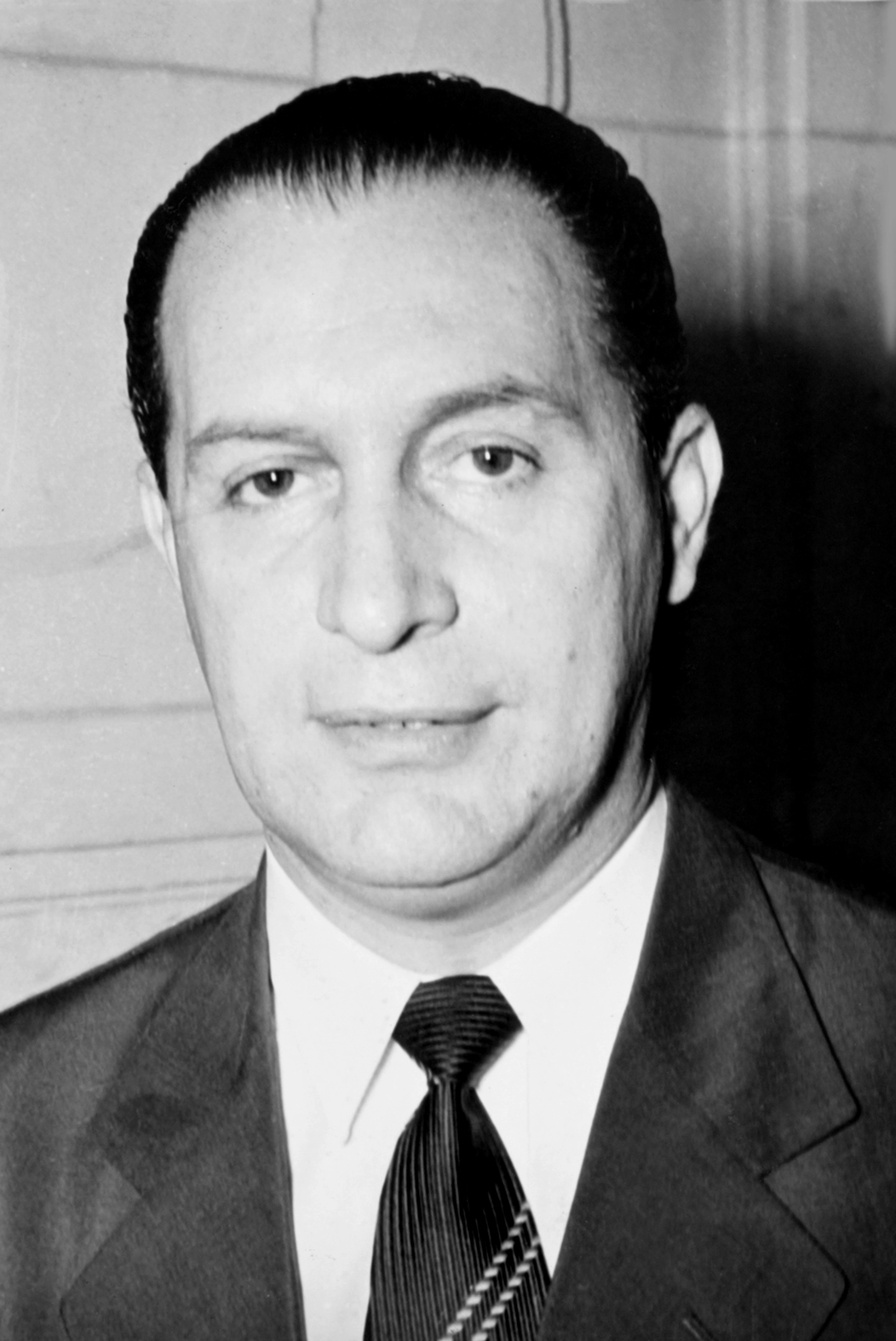
25 Ranieri Mazzilli⁠(d) 1964
26 Castelo Branco⁠(d) 1964–1967
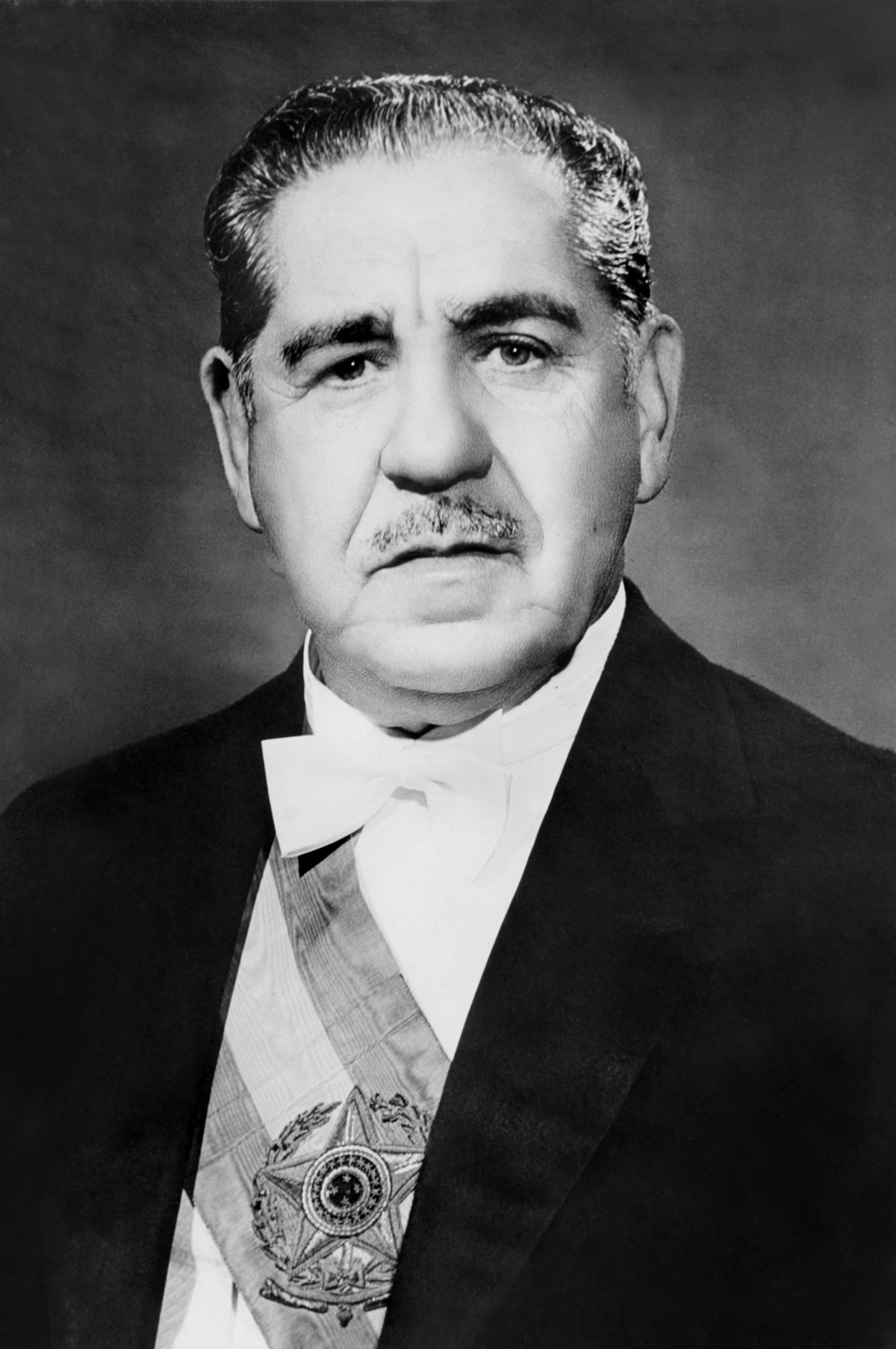
27 Artur da Costa e Silva⁠(d) 1967–1969
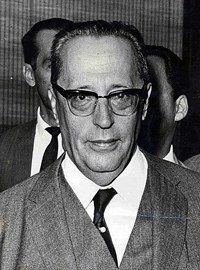
– Pedro Aleixo⁠(d) Never took office
– Márcio Melo⁠(d) 1969
– Aurélio de Lira Tavares⁠(d) 1969
– Augusto Rademaker⁠(d) 1969
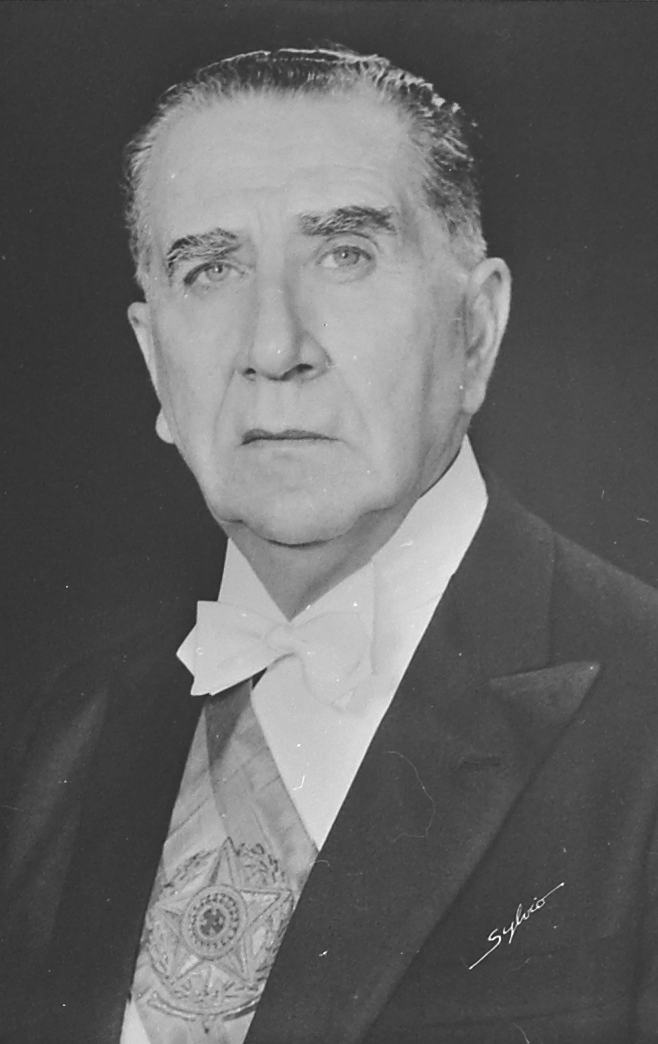
28 Emílio Garrastazu Médici⁠(d) 1969–1974
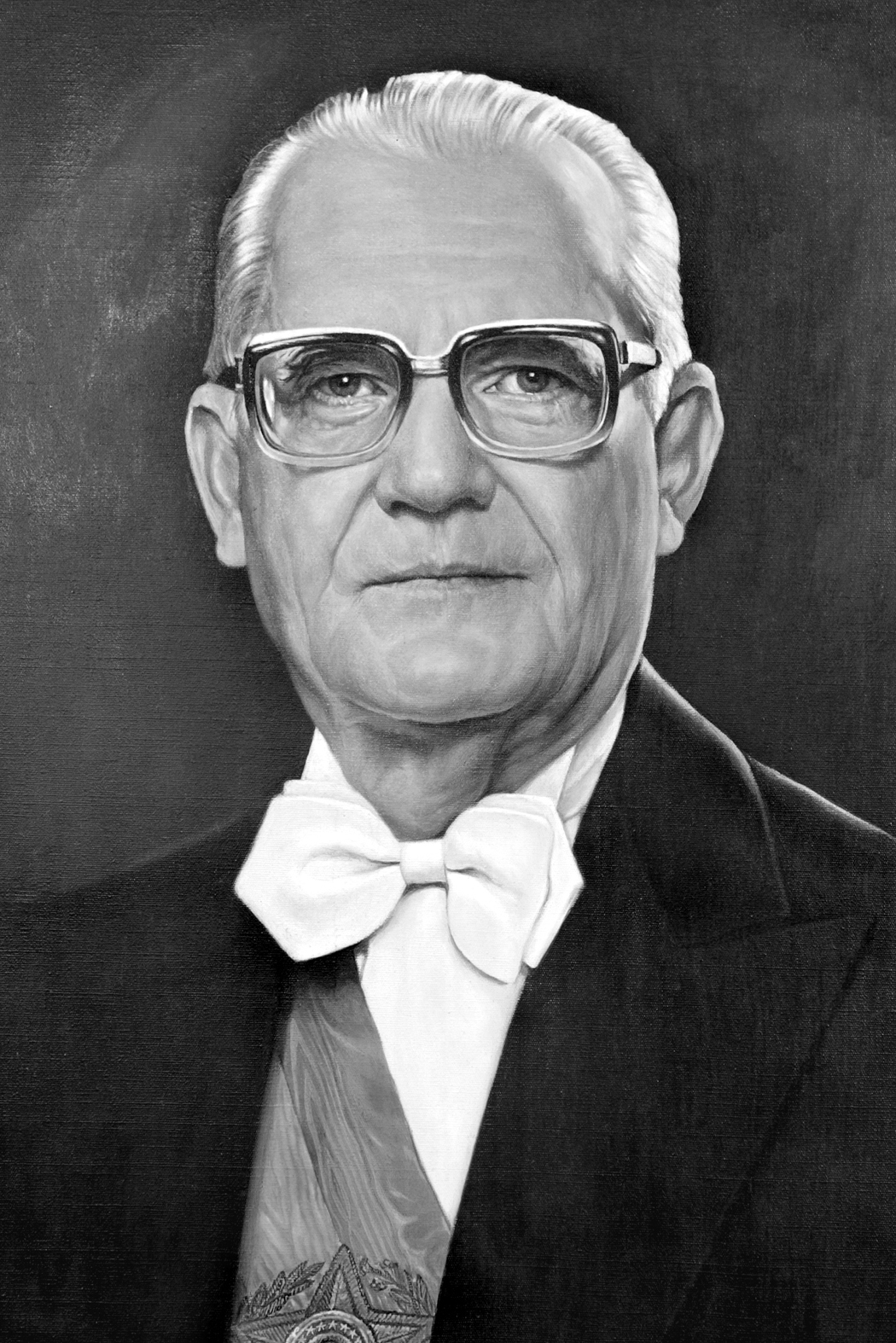
29 Ernesto Geisel⁠(d) 1974–1979
30 João Figueiredo⁠(d) 1979–1985
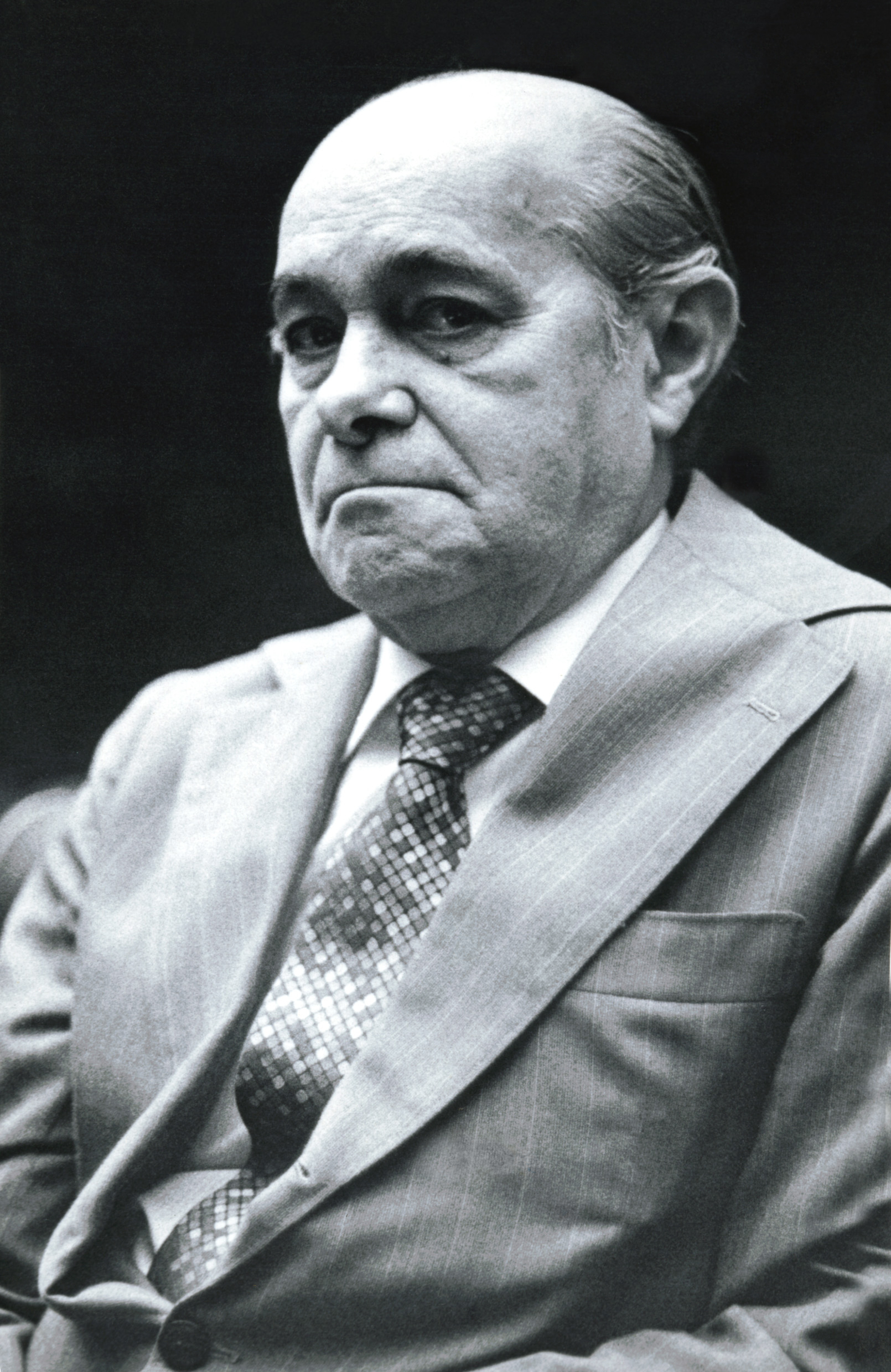
– Tancredo Neves⁠(d) Died before inauguration
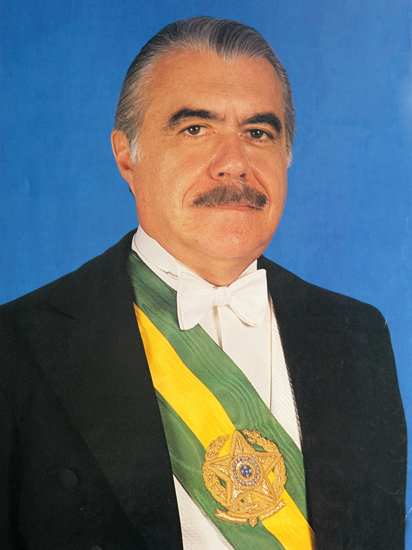
31 José Sarney⁠(d) 1985–1990
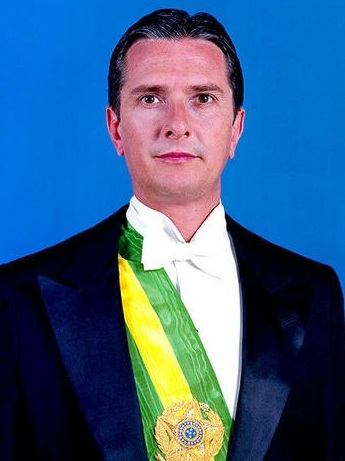
32 Fernando Collor de Mello⁠(d) 1990–1992
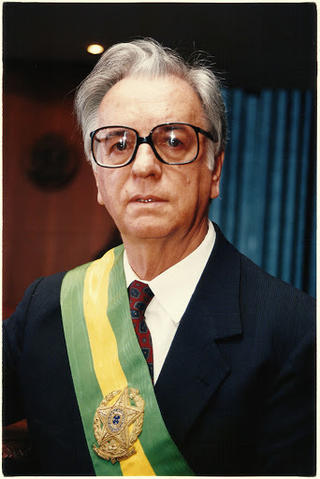
33 Itamar Franco⁠(d) 1992–1994
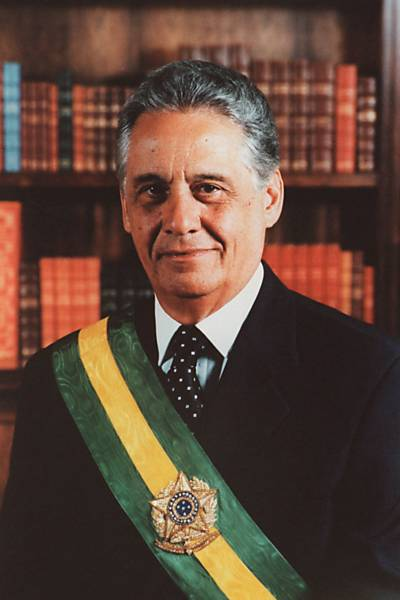
34 Fernando Henrique Cardoso 1995–2002
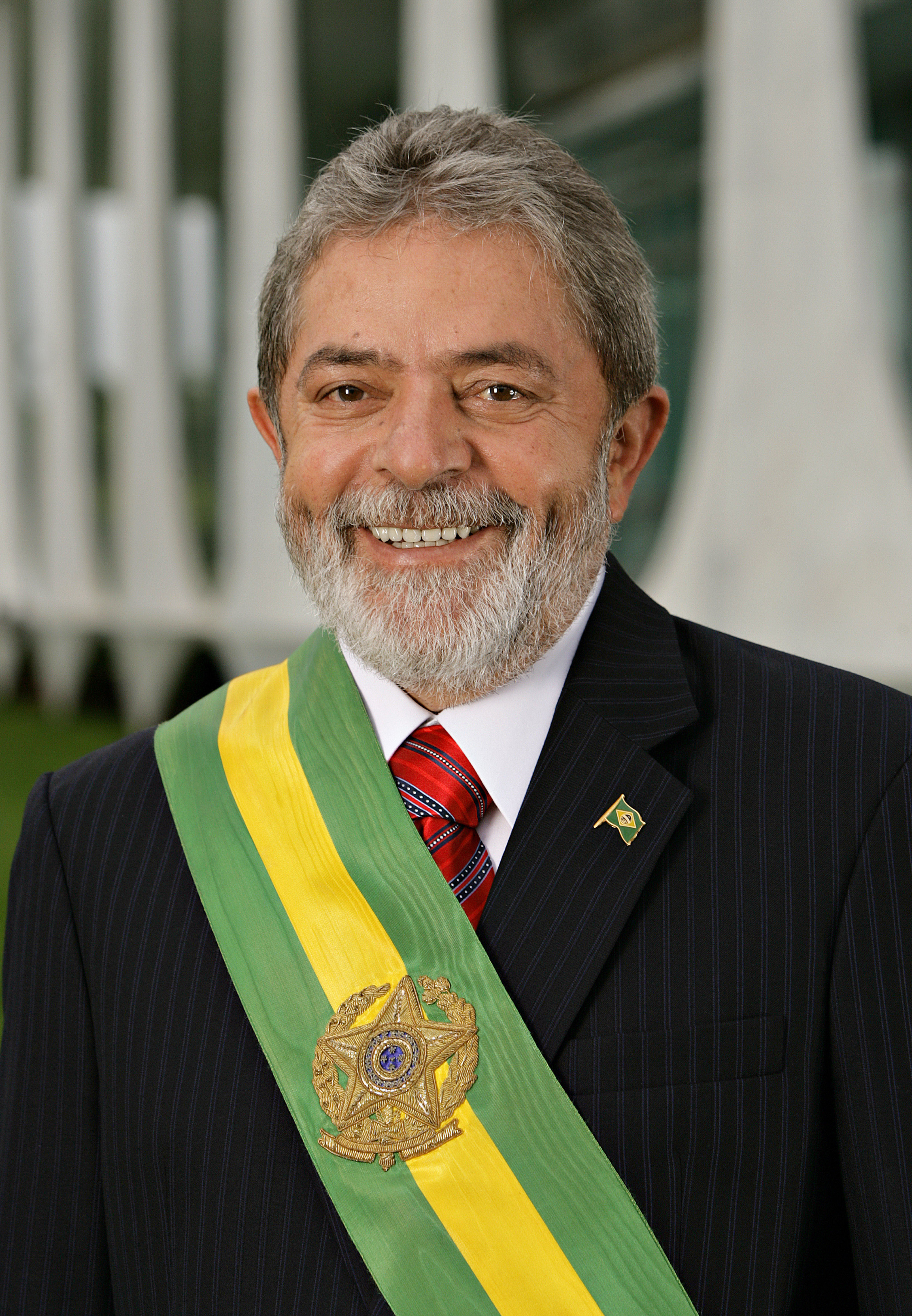
35 Luiz Inácio Lula da Silva 2003–2010
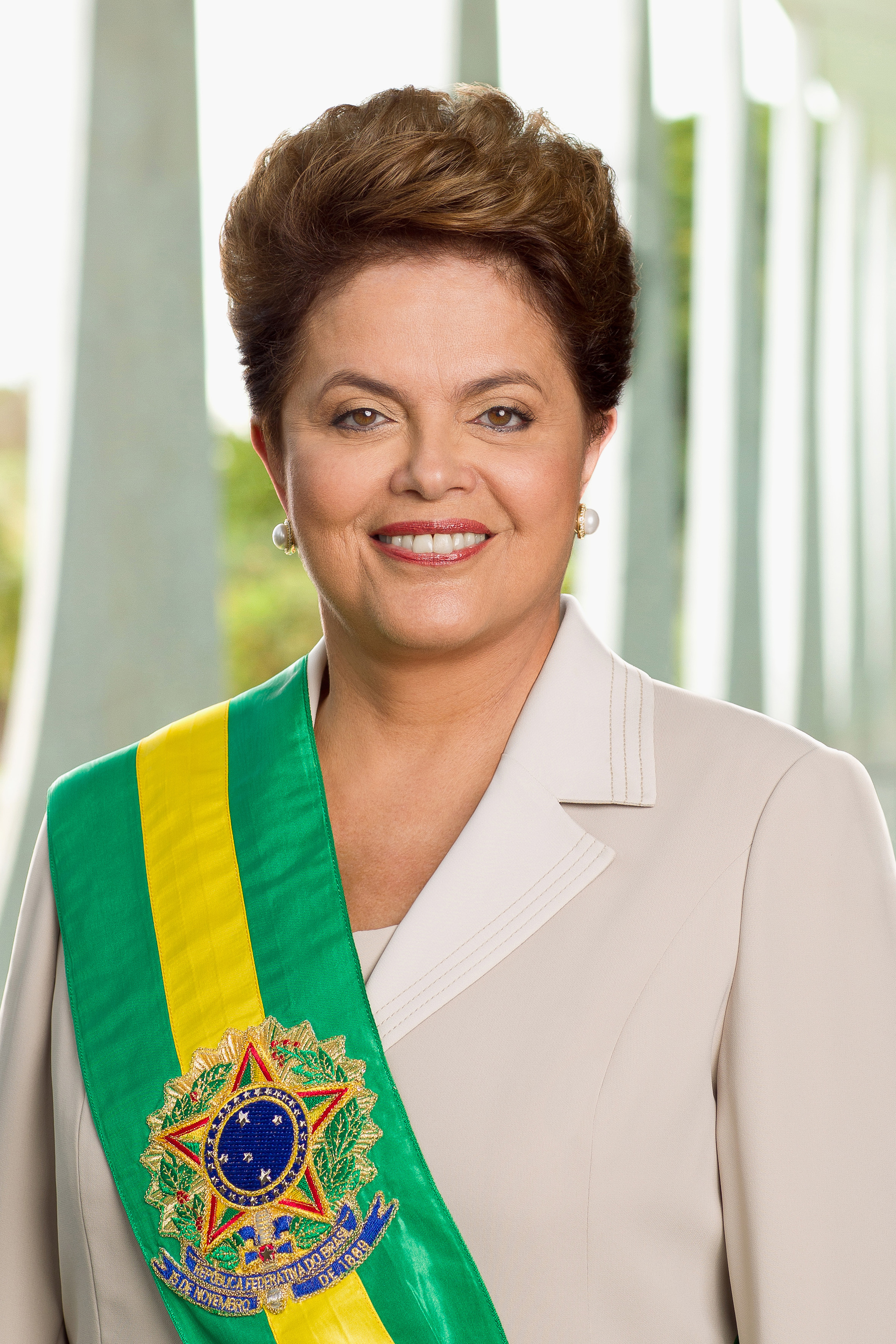
36 Dilma Rousseff 2011–2016
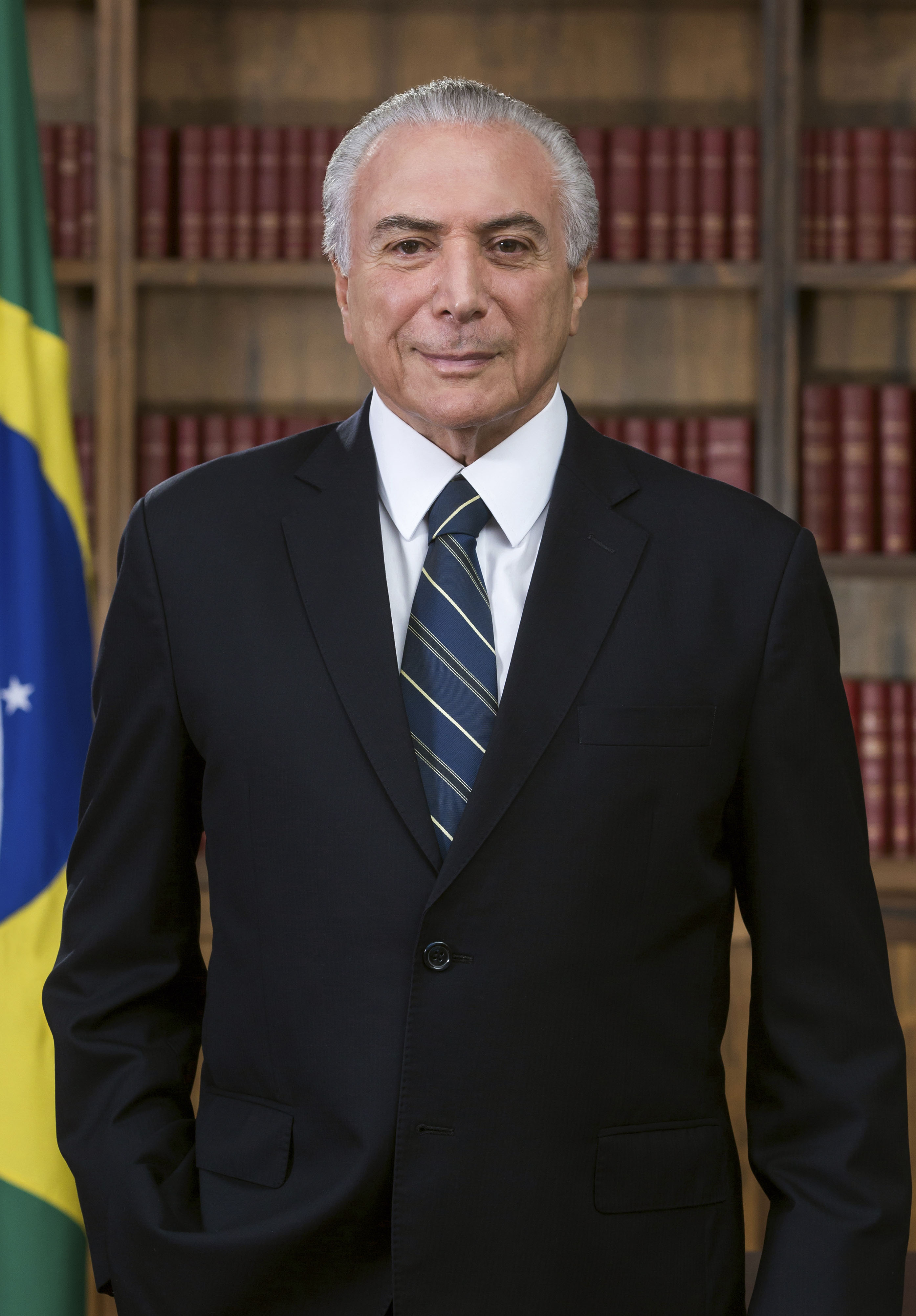
37 Michel Temer 2016–2018
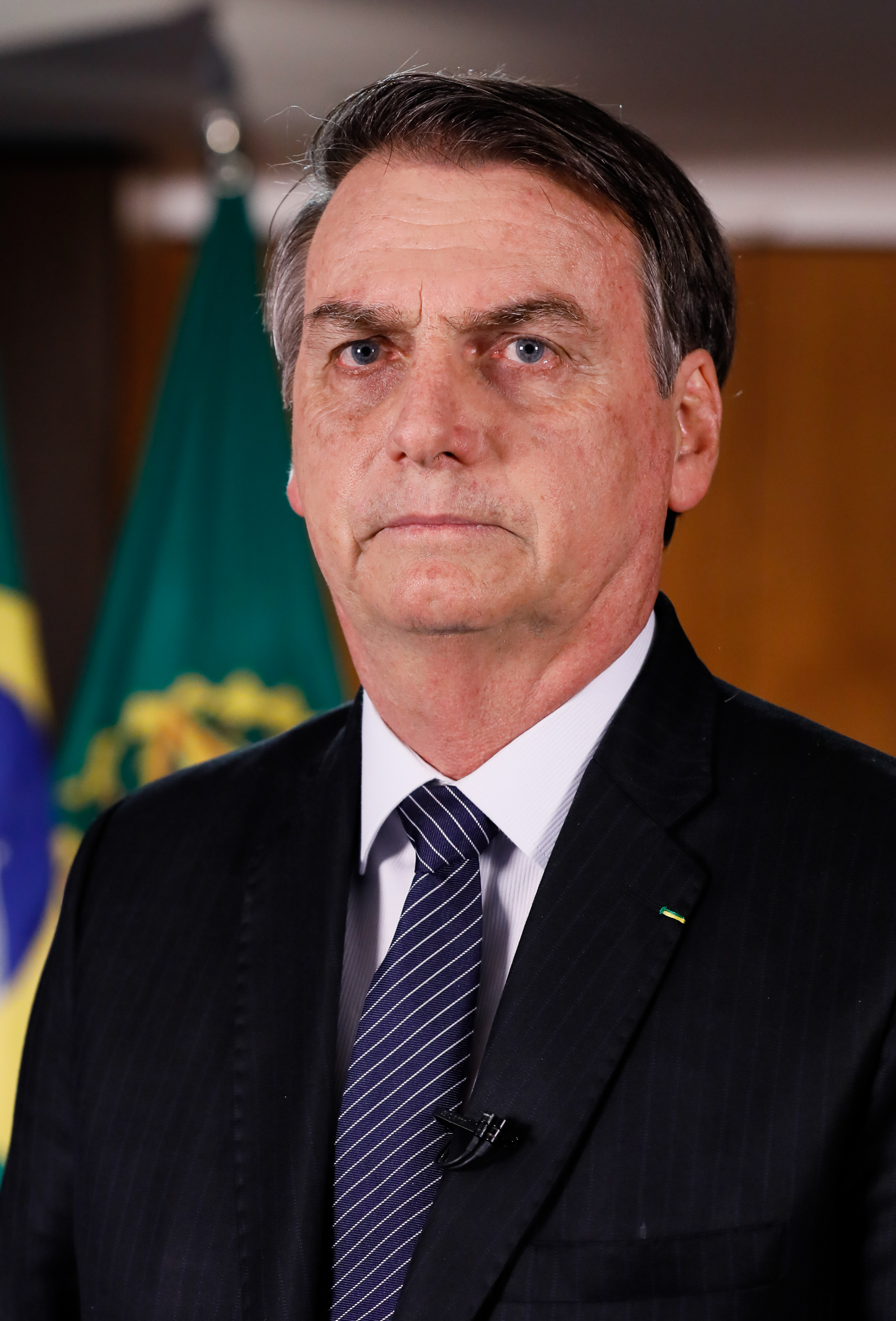
38 Jair Bolsonaro 2019–2022
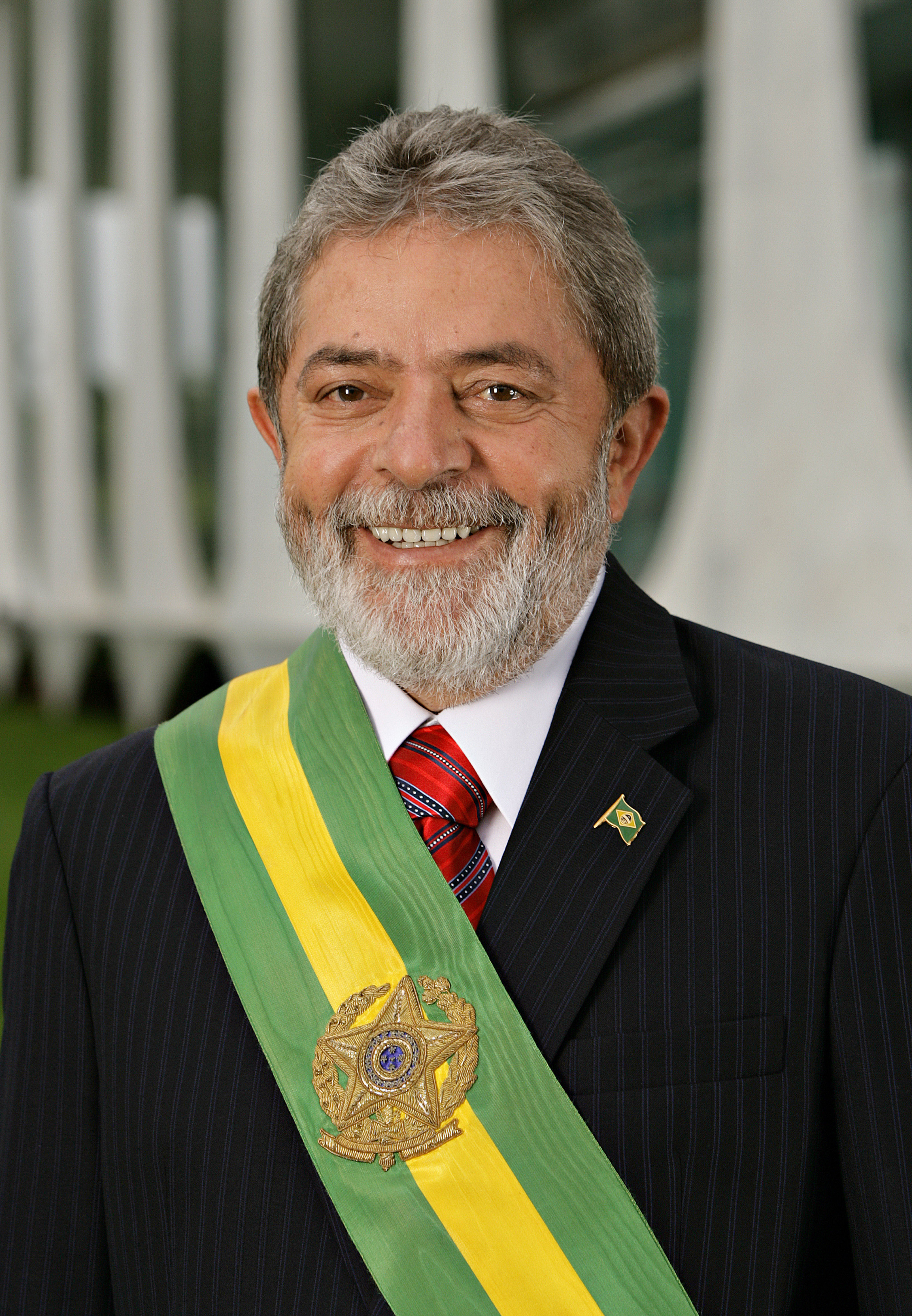
39 Luiz Inácio Lula da Silva 2023–